# Однолетние серии коммеморативных марок СССР с двумя разными датами выпуска
Одноле́тняя се́рия с ра́зными да́тами вы́пуска — серия почтовых марок, выпуски которой вышли разновременно в один год. Другими словами, в датах выпусков одного года формально присутствуют две или более разных дат. При этом в каталоге марок имеется соответствующий текст.
Русские каталоги, в отличие от иностранных, присваивают почтовым маркам, которые выпускаются одновременно с зубцами и без зубцов, два разных каталожных номера: один для марки с зубцами, другой для марки без зубцов. Многие однолетние серии имеют разные даты выпуска в силу этой особенности русских каталогов. Также серия может быть с разными датами выпуска из-за разновидностей по зубцовке.
Содержание статьи составляют краткие сведения (не всегда содержащие информацию о датах выпуска разновидностей) об однолетних сериях СССР с двумя датами выпуска марок, которые не являются подсериями многолетних серий. Эти сведения основаны на следующих каталогах почтовых марок.
- Русские каталоги с нумерацией ЦФА (ЦФА).

- Каталог почтовых марок СССР. 1918—1980. Том 1 (1918—1969) / Ред. М. И. Спивак.
- Каталог почтовых марок СССР. 1918—1980. Том 2 (1970—1980) / Сост. и ред. М. И. Спивак.
- Петрищев А. С. STAMPRUS — Каталог почтовых марок СССР. 1961—1975.
- Почтовые марки России и СССР. Специализированный каталог. Том 4. РСФСР, СССР (1923—1960). 2010/11 / Под ред. В. Ю. Соловьева.
- Почтовые марки России и СССР. Специализированный каталог. Том 5. СССР 1961—1991. 2015/16 / Под ред. В. Ю. Соловьева.

- Русские каталоги с другой нумерацией.

- Ляпин В. А. Каталог почтовых марок России (1856—1991) (Ляпин).
- Краткий справочник: Карачун Д., Карлинский В. Почтовые марки СССР (1918—1968). Краткий справочник (Kar).
- Каталог «Стандарт-Коллекция» (SC): Каталог почтовых марок. Российская Империя, РСФСР, СССР. 1857—1965 / Ред. В. Загорский.
- Каталог «Стандарт-Коллекция» (SC): Каталог почтовых марок СССР. Часть II 1966—1991 / Ред. В. Загорский.

- Иностранные каталоги.

- Американский каталог «Скотт» (Scott): Scott Standard Postage Stamp Catalogue. 169th edition. Volume 5 N-Sam.
- Немецкий каталог «Михель» (Michel): Michel Europa-Katalog 2013/2014. Band 7: Osteuropa.
- Английский каталог «Стэнли Гиббонс» (SG): Stanley Gibbons Stamp Catalogue. Part 10. Russia. 7th edition.
- Французский каталог «Ивер и Телье» (Yvert): Yvert & Tellier Catalogue des Timbres-Poste. Tome IV Europe de l'Est. (2e partie Roumanie à Ukraine).

Теоретически минимальный размер однолетней серии с двумя датами выпуска может быть 2 марки/блока. Этот размер достигается на сериях:
1. «#40-летие создания эсперанто (1927);
2. «#30-летие Московского Совета депутатов трудящихся (1947)», содержащей марку, выпущенную с зубцами и без зубцов;
3. «#50-летие Коммунистической партии Советского Союза (1953)»;
4. «#175-летие со дня рождения художника А. Г. Венецианова (1955)»;
5. «#250-летие со дня рождения математика и физика академика Леонарда Эйлера (1957)», содержащей марку, выпущенную с разными зубцовками;
6. «#Совещание министров связи социалистических стран в Москве (1958)», содержащей марку с ошибкой и марку без ошибки;
7. «#Неделя письма (1959)»;
8. «#За всеобщее и полное разоружение! (1960)»;
9. «#Учёные народов СССР (1962)»;
10. «#Советская АМС «Марс-1» (1962)»;
11. «#С Новым годом! (1962)»;
12. «#Хоккеисты — чемпионы мира и Европы (1963)»;
13. «#Зарубежные композиторы (1963)»;
14. «#Путь к звёздам прокладывают коммунисты! (1964)».

## Памяти В. И. Ленина. Траурный выпуск (1924)
Однолетняя траурная серия почтовых марок СССР с разными датами выпуска в память об организаторе Коммунистической партии Советского Союза, основателя Советского социалистического государства, учителя и вождя трудящихся всего мира В. И. Ленине (1870—1924), которая была выпущена в 1924 году (27 января и в марте).
Это первая в СССР однолетняя серия почтовых марок с разными датами выпуска.
Все шесть задействованных каталогов (ЦФА, SC, Scott, Michel, SG, Yvert) определили эту фиксированную однолетнюю серию с разными датами выпуска.
Здесь восемь марок одного рисунка, отличающиеся отсутствием и наличием зубцов, а также шириной траурной рамки. На марках изображён портрет В. И. Ленина. Первый номер серии ЦФА 195, дата выпуска марки с первым номером серии 1924-01-27.
| Памяти В. И. Ленина. Траурный выпуск (1924) | Памяти В. И. Ленина. Траурный выпуск (1924) | Памяти В. И. Ленина. Траурный выпуск (1924) | Памяти В. И. Ленина. Траурный выпуск (1924) | Памяти В. И. Ленина. Траурный выпуск (1924) | Памяти В. И. Ленина. Траурный выпуск (1924) | Памяти В. И. Ленина. Траурный выпуск (1924) | Памяти В. И. Ленина. Траурный выпуск (1924) | Памяти В. И. Ленина. Траурный выпуск (1924) | Памяти В. И. Ленина. Траурный выпуск (1924) |
| №                                           | Дата                                        | ЦФА                                         | SC                                          | Scott                                       | Michel                                      | SG                                          | Yvert                                       | Ном.                                        | Изобр-е                                     |
| ------------------------------------------- | ------------------------------------------- | ------------------------------------------- | ------------------------------------------- | ------------------------------------------- | ------------------------------------------- | ------------------------------------------- | ------------------------------------------- | ------------------------------------------- | ------------------------------------------- |
| 1                                           | 1924-01-27Mi (28SG)                         | 195                                         | 27                                          | 265                                         | 238 B                                       | 401                                         | 266                                         | 3к                                          |                                             |
| 2                                           | 1924-01-27Mi (28SG)                         | 196                                         | 28                                          | 266                                         | 239 B                                       | 402                                         | 267                                         | 6к                                          |                                             |
| 3                                           | 1924-01-27Mi (28SG)                         | 197                                         | 29                                          | 267                                         | 240 B                                       | 403                                         | 268                                         | 12к                                         |                                             |
| 4                                           | 1924-01-27Mi (28SG)                         | 198                                         | 30                                          | 268                                         | 241 B                                       | 404                                         | 269                                         | 20к                                         |                                             |
| 5                                           | 1924-03 (02—03SG)                           | 199                                         | 31                                          | 269                                         | 238 A                                       | 413                                         | 270                                         | 3к                                          |                                             |
| 6                                           | 1924-03 (02—03SG)                           | 200                                         | 32                                          | 27                                          | 239 A                                       | 414                                         | 271                                         | 6к                                          |                                             |
| 7                                           | 1924-03 (02—03SG)                           | 201                                         | 33                                          | 28                                          | 240 A                                       | 415                                         | 272                                         | 12к                                         |                                             |
| 8                                           | 1924-03 (02—03SG)                           | 202                                         | 34                                          | 29                                          | 241 A                                       | 416                                         | 273                                         | 20к                                         |                                             |

## Авиапочта (1924)
Однолетняя серия почтовых марок СССР с разными датами выпуска с чёрной типографской надпечаткой новых номиналов в денежных знаках 1923 года (в золотом исчислении) на авиапочтовых марках, не поступивших в обращение. Эта серия была выпущена в 1924 году (5 мая и в декабре).
Все шесть задействованных каталогов (ЦФА, SC, Scott, Michel, SG, Yvert) определили эту фиксированную однолетнюю серию с разными датами выпуска.
Здесь четыре марки одного рисунка, отличающиеся цветом и номиналом надпечатки. На марках изображён самолёт «Фоккер» F III. Первый номер серии ЦФА 203, дата выпуска марки с первым номером серии 1924-05-05.
| Авиапочта (1924) | Авиапочта (1924) | Авиапочта (1924) | Авиапочта (1924) | Авиапочта (1924) | Авиапочта (1924) | Авиапочта (1924) | Авиапочта (1924) | Авиапочта (1924) | Авиапочта (1924) |
| №                | Дата             | ЦФА              | SC               | Scott            | Michel           | SG               | Yvert            | Ном.             | Изобр-е          |
| ---------------- | ---------------- | ---------------- | ---------------- | ---------------- | ---------------- | ---------------- | ---------------- | ---------------- | ---------------- |
| 1                | 1924-05-05Mi     | 203              | 59               | C6               | 267              | 417              | AER 14           | 5к на 3р         |                  |
| 2                | 1924-05-05Mi     | 204              | 60 I             | C7               | 268              | 418              | AER 15           | 10к на 5р        |                  |
| 3                | 1924-12Mi        | 205              | 61               | C8               | 269              | 419              | AER 16           | 15к на 1р        |                  |
| 4                | 1924-05-05Mi     | 206              | 62               | C9               | 270              | 420              | AER 17           | 20к на 10р       |                  |

## Первая годовщина со дня смерти В. И. Ленина (1925)
Однолетняя серия почтовых марок СССР с разными датами выпуска с изображением мавзолея В. И. Ленина — второго варианта деревянной постройки архитектора В. В. Щусева, открытого 1 августа 1924 года. Эта серия была выпущена в 1925 году (21 января и в марте).
Все шесть задействованных каталогов (ЦФА, SC, Scott, Michel, SG, Yvert) определили эту фиксированную однолетнюю серию с разными датами выпуска.
В немецком общем каталоге Michel опечатка: даты выпусков марок с зубцами и без переставлены местами.
Здесь восемь марок одного рисунка, отличающиеся отсутствием и наличием зубцов, а также цветом и номиналом. На марках изображён мавзолей В. И. Ленина. Первый номер серии ЦФА 212, дата выпуска марки с первым номером серии 1925-01-21.
| Первая годовщина со дня смерти В. И. Ленина (1925) | Первая годовщина со дня смерти В. И. Ленина (1925) | Первая годовщина со дня смерти В. И. Ленина (1925) | Первая годовщина со дня смерти В. И. Ленина (1925) | Первая годовщина со дня смерти В. И. Ленина (1925) | Первая годовщина со дня смерти В. И. Ленина (1925) | Первая годовщина со дня смерти В. И. Ленина (1925) | Первая годовщина со дня смерти В. И. Ленина (1925) | Первая годовщина со дня смерти В. И. Ленина (1925) | Первая годовщина со дня смерти В. И. Ленина (1925) |
| №                                                  | Дата                                               | ЦФА                                                | SC                                                 | Scott                                              | Michel                                             | SG                                                 | Yvert                                              | Ном.                                               | Изобр-е                                            |
| -------------------------------------------------- | -------------------------------------------------- | -------------------------------------------------- | -------------------------------------------------- | -------------------------------------------------- | -------------------------------------------------- | -------------------------------------------------- | -------------------------------------------------- | -------------------------------------------------- | -------------------------------------------------- |
| 1                                                  | 1924-01-21Mi                                       | 212                                                | 68                                                 | 294                                                | 292 B                                              | 426                                                | 328                                                | 7к                                                 |                                                    |
| 2                                                  | 1924-01-21Mi                                       | 213                                                | 69                                                 | 295                                                | 293 B                                              | 427                                                | 329                                                | 14к                                                |                                                    |
| 3                                                  | 1924-01-21Mi                                       | 214                                                | 70                                                 | 296                                                | 294 B                                              | 428                                                | 330                                                | 20к                                                |                                                    |
| 4                                                  | 1924-01-21Mi                                       | 215                                                | 71                                                 | 297                                                | 295 B                                              | 429                                                | 331                                                | 40к                                                |                                                    |
| 5                                                  | 1924-03                                            | 216                                                | 72                                                 | 298                                                | 292 A                                              | 426 b                                              | 332                                                | 7к                                                 |                                                    |
| 6                                                  | 1924-03                                            | 217                                                | 73                                                 | 299                                                | 293 A                                              | 427 b                                              | 333                                                | 14к                                                |                                                    |
| 7                                                  | 1924-03                                            | 218                                                | 74                                                 | 300                                                | 294 A                                              | 428 b                                              | 334                                                | 20к                                                |                                                    |
| 8                                                  | 1924-03                                            | 219                                                | 75                                                 | 301                                                | 295 A                                              | 429 b                                              | 335                                                | 20к                                                |                                                    |

## 40-летие создания эсперанто (1927)
Однолетняя серия почтовых марок СССР с разными датами выпуска посвящена 40-летию создания международного вспомогательного языка — эсперанто, на марках — портрет «отца» эсперанто Л. Л. Заменгофа (1859—1917). Эта серия была выпущена в 1927 году (13 июля и в сентябре).
Все шесть задействованных каталогов (ЦФА, SC, Scott, Michel, SG, Yvert) определили эту фиксированную однолетнюю серию с разными датами выпуска.
Здесь две марки одного рисунка, отличающиеся бумагой и наличием водяного знака. На марках изображён Л. Л. Заменгоф. Первый номер серии ЦФА 271, дата выпуска марки с первым номером серии 1927-07-13.
| 40-летие создания эсперанто (1927) | 40-летие создания эсперанто (1927) | 40-летие создания эсперанто (1927) | 40-летие создания эсперанто (1927) | 40-летие создания эсперанто (1927) | 40-летие создания эсперанто (1927) | 40-летие создания эсперанто (1927) | 40-летие создания эсперанто (1927) | 40-летие создания эсперанто (1927) | 40-летие создания эсперанто (1927) |
| №                                  | Дата                               | ЦФА                                | SC                                 | Scott                              | Michel                             | SG                                 | Yvert                              | Ном.                               | Изобр-е                            |
| ---------------------------------- | ---------------------------------- | ---------------------------------- | ---------------------------------- | ---------------------------------- | ---------------------------------- | ---------------------------------- | ---------------------------------- | ---------------------------------- | ---------------------------------- |
| 1                                  | 1927-07-13Mi                       | 271                                | 183                                | 373                                | 325 X                              | 498 A                              | 381                                | 14к                                |                                    |
| 2                                  | 1927-09                            | 272                                | 184                                | 374                                | 325 Z                              | 498 B                              | 382                                | 14к                                |                                    |

## 10-летие Великой Октябрьской социалистической революции (1927)
Однолетняя серия почтовых марок СССР с разными датами выпуска посвящена 10-летию Великой Октябрьской социалистической революции. Эта серия была выпущена в 1927 году (в октябре и ноябре).
Все шесть задействованных каталогов (ЦФА, SC, Scott, Michel, SG, Yvert) определили эту фиксированную однолетнюю серию с разными датами выпуска.
Только два каталога, SC и Michel, относят выпуски марок к разным датам.
Здесь семь марок. Первый номер серии ЦФА 296, дата выпуска марки с первым номером серии 1927-10.
| 10-летие Великой Октябрьской социалистической революции (1927) | 10-летие Великой Октябрьской социалистической революции (1927) | 10-летие Великой Октябрьской социалистической революции (1927) | 10-летие Великой Октябрьской социалистической революции (1927) | 10-летие Великой Октябрьской социалистической революции (1927) | 10-летие Великой Октябрьской социалистической революции (1927) | 10-летие Великой Октябрьской социалистической революции (1927) | 10-летие Великой Октябрьской социалистической революции (1927) | 10-летие Великой Октябрьской социалистической революции (1927) | 10-летие Великой Октябрьской социалистической революции (1927) | 10-летие Великой Октябрьской социалистической революции (1927) |
| №                                                              | Дата                                                           | ЦФА                                                            | SC                                                             | Scott                                                          | Michel                                                         | SG                                                             | Yvert                                                          | Ном.                                                           | Кр.опис‑е                                                      | Изобр-е                                                        |
| -------------------------------------------------------------- | -------------------------------------------------------------- | -------------------------------------------------------------- | -------------------------------------------------------------- | -------------------------------------------------------------- | -------------------------------------------------------------- | -------------------------------------------------------------- | -------------------------------------------------------------- | -------------------------------------------------------------- | -------------------------------------------------------------- | -------------------------------------------------------------- |
| 1                                                              | 1927-10                                                        | 296                                                            | 202                                                            | 375                                                            | 328                                                            | 501                                                            | 385                                                            | 3к                                                             | Рабочий, красноармеец и крестьянин                             |                                                                |
| 2                                                              | 1927-11Mi                                                      | 297                                                            | 203                                                            | 376                                                            | 329                                                            | 502                                                            | 386                                                            | 5к                                                             | Ленин в автомобиле с солдатами                                 |                                                                |
| 3                                                              | 1927-11Mi                                                      | 298                                                            | 204                                                            | 377                                                            | 330                                                            | 503                                                            | 387                                                            | 7к                                                             | Смольный в Октябрьские дни                                     |                                                                |
| 4                                                              | 1927-11-01Mi                                                   | 299                                                            | 205                                                            | 378                                                            | 331                                                            | 504                                                            | 388                                                            | 8к                                                             | Рабочий и матрос                                               |                                                                |
| 5                                                              | 1927-11-01Mi                                                   | 300                                                            | 206                                                            | 379                                                            | 332                                                            | 505                                                            | 389                                                            | 14к                                                            | Карта СССР                                                     |                                                                |
| 6                                                              | 1927-11-01Mi                                                   | 301                                                            | 207                                                            | 380                                                            | 333                                                            | 506                                                            | 390                                                            | 18к                                                            | Трудящиеся 6 национальностей СССР                              |                                                                |
| 7                                                              | 1927-11-01Mi                                                   | 302                                                            | 208                                                            | 381                                                            | 334                                                            | 507                                                            | 391                                                            | 28к                                                            | Трудящиеся разных рас на фоне Кремля                           |                                                                |

## Авиапочта. Арктический рейс ледокола «Малыгин» (1931)
Однолетняя серия почтовых марок СССР с разными датами выпуска посвящена встрече ледокола «Малыгин» с дирижаблем LZ 127 «Граф Цеппелин» в бухте Тихой для обмена почтой. Эта серия была выпущена в 1931 году (18 и 24 июля).
Все шесть задействованных каталогов (ЦФА, SC, Scott, Michel, SG, Yvert) определили эту фиксированную однолетнюю серию с разными датами выпуска.
Только два каталога, SC и Michel, относят выпуски марок к разным датам.
Здесь восемь марок одного рисунка, отличающиеся отсутствием и наличием зубцов, а также цветом и номиналом. На марках изображены «Белый медведь, Малыгин» и «Граф Цеппелин». Первый номер серии ЦФА 379, дата выпуска марки с первым номером серии 1931-07-18.
| Авиапочта. Арктический рейс ледокола «Малыгин» (1931) | Авиапочта. Арктический рейс ледокола «Малыгин» (1931) | Авиапочта. Арктический рейс ледокола «Малыгин» (1931) | Авиапочта. Арктический рейс ледокола «Малыгин» (1931) | Авиапочта. Арктический рейс ледокола «Малыгин» (1931) | Авиапочта. Арктический рейс ледокола «Малыгин» (1931) | Авиапочта. Арктический рейс ледокола «Малыгин» (1931) | Авиапочта. Арктический рейс ледокола «Малыгин» (1931) | Авиапочта. Арктический рейс ледокола «Малыгин» (1931) | Авиапочта. Арктический рейс ледокола «Малыгин» (1931) |
| №                                                     | Дата                                                  | ЦФА                                                   | SC                                                    | Scott                                                 | Michel                                                | SG                                                    | Yvert                                                 | Ном.                                                  | Изобр-е                                               |
| ----------------------------------------------------- | ----------------------------------------------------- | ----------------------------------------------------- | ----------------------------------------------------- | ----------------------------------------------------- | ----------------------------------------------------- | ----------------------------------------------------- | ----------------------------------------------------- | ----------------------------------------------------- | ----------------------------------------------------- |
| 1                                                     | 1931-07-18Mi                                          | 379                                                   | 286                                                   | C26                                                   | 402 B                                                 | 584                                                   | AER 27 A                                              | 30к                                                   |                                                       |
| 2                                                     | 1931-07-18Mi                                          | 380                                                   | 287                                                   | C27                                                   | 403 B                                                 | 585                                                   | AER 28 A                                              | 35к                                                   |                                                       |
| 3                                                     | 1931-07-18Mi                                          | 381                                                   | 288                                                   | C28                                                   | 404 B                                                 | 586                                                   | AER 29 A                                              | 1р                                                    |                                                       |
| 4                                                     | 1931-07-18Mi                                          | 382                                                   | 289                                                   | C29                                                   | 405 B                                                 | 587                                                   | AER 30 A                                              | 2р                                                    |                                                       |
| 5                                                     | 1931-07-24Mi                                          | 383                                                   | 290                                                   | C30                                                   | 402 A-C                                               | 584 b-c                                               | AER 27 B                                              | 30к                                                   |                                                       |
| 6                                                     | 1931-07-24Mi                                          | 384                                                   | 291                                                   | C31                                                   | 403 A-C                                               | 585 b-c                                               | AER 28 B                                              | 35к                                                   |                                                       |
| 7                                                     | 1931-07-24Mi                                          | 385                                                   | 292                                                   | C32                                                   | 404 A-C                                               | 586 b-c                                               | AER 29 B                                              | 1р                                                    |                                                       |
| 8                                                     | 1931-07-24Mi                                          | 386                                                   | 293                                                   | C33                                                   | 405 A-C                                               | 587 b-c                                               | AER 30 B                                              | 2р                                                    |                                                       |

## 100-летие со дня смерти поэта А. С. Пушкина (1799—1837) (1937)
Однолетняя серия почтовых марок СССР с разными датами выпуска посвящена 100-летие со дня смерти поэта А. С. Пушкина (1799—1837), основоположника современного русского литературного языка. Эта серия была выпущена в 1933 году (10 и 16 февраля).
Только два из шести задействованных каталогов (ЦФА, Scott) определили эту достаточно определённую однолетнюю серию с разными датами выпуска. Остальные каталоги разбили серию на две части.
Здесь шесть марок и блок. Первый номер серии ЦФА 536, дата выпуска марки с первым номером серии 1937-02-10.
| 100-летие со дня смерти поэта А. С. Пушкина (1799—1837) (1937) | 100-летие со дня смерти поэта А. С. Пушкина (1799—1837) (1937) | 100-летие со дня смерти поэта А. С. Пушкина (1799—1837) (1937) | 100-летие со дня смерти поэта А. С. Пушкина (1799—1837) (1937) | 100-летие со дня смерти поэта А. С. Пушкина (1799—1837) (1937) | 100-летие со дня смерти поэта А. С. Пушкина (1799—1837) (1937) | 100-летие со дня смерти поэта А. С. Пушкина (1799—1837) (1937) | 100-летие со дня смерти поэта А. С. Пушкина (1799—1837) (1937) | 100-летие со дня смерти поэта А. С. Пушкина (1799—1837) (1937) | 100-летие со дня смерти поэта А. С. Пушкина (1799—1837) (1937) | 100-летие со дня смерти поэта А. С. Пушкина (1799—1837) (1937) |
| №                                                              | Дата                                                           | ЦФА                                                            | SC2                                                            | Scott                                                          | Michel2                                                        | SG2                                                            | Yvert2                                                         | Ном.                                                           | Кр.опис‑е                                                      | Изобр-е                                                        |
| -------------------------------------------------------------- | -------------------------------------------------------------- | -------------------------------------------------------------- | -------------------------------------------------------------- | -------------------------------------------------------------- | -------------------------------------------------------------- | -------------------------------------------------------------- | -------------------------------------------------------------- | -------------------------------------------------------------- | -------------------------------------------------------------- | -------------------------------------------------------------- |
| 1                                                              | 1937-02-10Mi                                                   | 536                                                            | 1445                                                           | 590                                                            | 1549                                                           | 1728                                                           | 1590                                                           | 10к                                                            | Портрет А. С. Пушкина                                          |                                                                |
| 2                                                              | 1937-02-10Mi                                                   | 537                                                            | 1446                                                           | 591                                                            | 1550                                                           | 1729                                                           | 1591                                                           | 20к                                                            | Портрет А. С. Пушкина                                          |                                                                |
| 3                                                              | 1937-02-10Mi                                                   | 538                                                            | 1447                                                           | 592                                                            | 1551                                                           | 1730                                                           | 1592                                                           | 40к                                                            | Портрет А. С. Пушкина                                          |                                                                |
| 4                                                              | 1937-02-10Mi                                                   | 539                                                            | 1448                                                           | 593                                                            | 1552                                                           | 1731                                                           | 1593                                                           | 50к                                                            | Памятник А. С. Пушкина в Москве                                |                                                                |
| 5                                                              | 1937-02-10Mi                                                   | 540                                                            | 1449                                                           | 594                                                            | 1553                                                           | 1732                                                           | 1594                                                           | 80к                                                            | Памятник А. С. Пушкина в Москве                                |                                                                |
| 6                                                              | 1937-02-10Mi                                                   | 541                                                            | 1450                                                           | 595                                                            | 1554                                                           | 1733                                                           | 1595                                                           | 1р                                                             | Памятник А. С. Пушкина в Москве                                |                                                                |
| 7                                                              | 1937-02-16Mi                                                   | 542                                                            | 2451, 452, Бл 1                                                | 596                                                            | 2555, 556, Block 1                                             | 2MS733 c                                                       | 2Blocs 1                                                       | 10к + 50к                                                      | Всесоюзная Пушкинская выставка в Москве                        |                                                                |

## 20-летие штурма Перекопа Красной Армией (ноябрь 1920) (1940)
Однолетняя серия почтовых марок СССР с разными датами выпуска посвящена 20-летию штурма Перекопа Красной Армией. Эта серия была выпущена в 1940 году (7 ноября и в декабре).
Все шесть задействованных каталогов (ЦФА, SC, Scott, Michel, SG, Yvert) определили эту фиксированную однолетнюю серию с разными датами выпуска.
Здесь двенадцать марок. Первый номер серии ЦФА 768, дата выпуска марки с первым номером серии 1940-11-07.
| 20-летие штурма Перекопа Красной Армией (ноябрь 1920) (1940) | 20-летие штурма Перекопа Красной Армией (ноябрь 1920) (1940) | 20-летие штурма Перекопа Красной Армией (ноябрь 1920) (1940) | 20-летие штурма Перекопа Красной Армией (ноябрь 1920) (1940) | 20-летие штурма Перекопа Красной Армией (ноябрь 1920) (1940) | 20-летие штурма Перекопа Красной Армией (ноябрь 1920) (1940) | 20-летие штурма Перекопа Красной Армией (ноябрь 1920) (1940) | 20-летие штурма Перекопа Красной Армией (ноябрь 1920) (1940) | 20-летие штурма Перекопа Красной Армией (ноябрь 1920) (1940) | 20-летие штурма Перекопа Красной Армией (ноябрь 1920) (1940) | 20-летие штурма Перекопа Красной Армией (ноябрь 1920) (1940) |
| №                                                            | Дата                                                         | ЦФА                                                          | SC                                                           | Scott                                                        | Michel                                                       | SG                                                           | Yvert                                                        | Ном.                                                         | Кр.опис‑е                                                    | Изобр-е                                                      |
| ------------------------------------------------------------ | ------------------------------------------------------------ | ------------------------------------------------------------ | ------------------------------------------------------------ | ------------------------------------------------------------ | ------------------------------------------------------------ | ------------------------------------------------------------ | ------------------------------------------------------------ | ------------------------------------------------------------ | ------------------------------------------------------------ | ------------------------------------------------------------ |
| 1                                                            | 1940-11-07Mi                                                 | 768                                                          | 675                                                          | 811                                                          | 780 B                                                        | 937 b                                                        | 804 B                                                        | 10к                                                          | Памятник героям Перекопа                                     |                                                              |
| 2                                                            | 1940-11-07Mi                                                 | 769                                                          | 676                                                          | 812                                                          | 781 B                                                        | 938 b                                                        | 805 B                                                        | 15к                                                          | Красноармеец с гранатой                                      |                                                              |
| 3                                                            | 1940-11-07Mi                                                 | 770                                                          | 677                                                          | 813                                                          | 782 B                                                        | 939 b                                                        | 806 B                                                        | 30к                                                          | М. В. Фрунзе и схема штурма Перекопа                         |                                                              |
| 4                                                            | 1940-11-07Mi                                                 | 771                                                          | 678                                                          | 814                                                          | 783 B                                                        | 940 b                                                        | 807 B                                                        | 50к                                                          | Форсирование Сиваша                                          |                                                              |
| 5                                                            | 1940-11-07Mi                                                 | 772                                                          | 679                                                          | 815                                                          | 784 B                                                        | 941 b                                                        | 808 B                                                        | 60к                                                          | Штаб Фрунзе в Строгановке                                    |                                                              |
| 6                                                            | 1940-11-07Mi                                                 | 773                                                          | 680                                                          | 816                                                          | 785 B                                                        | 942 b                                                        | 809 B                                                        | 1р                                                           | Перекоп взят!                                                |                                                              |
| 7                                                            | 1940-12Mi                                                    | 774                                                          | 681                                                          | 811                                                          | 780 A                                                        | 937                                                          | 804 A                                                        | 10к                                                          | Памятник героям Перекопа                                     |                                                              |
| 8                                                            | 1940-12Mi                                                    | 775                                                          | 682                                                          | 812                                                          | 781 A                                                        | 938                                                          | 805 A                                                        | 15к                                                          | Красноармеец с гранатой                                      |                                                              |
| 9                                                            | 1940-12Mi                                                    | 776                                                          | 683                                                          | 813                                                          | 782 A                                                        | 939                                                          | 806 A                                                        | 30к                                                          | М. В. Фрунзе и схема штурма Перекопа                         |                                                              |
| 10                                                           | 1940-12Mi                                                    | 777                                                          | 684                                                          | 814                                                          | 783 A                                                        | 940                                                          | 807 A                                                        | 50к                                                          | Форсирование Сиваша                                          |                                                              |
| 11                                                           | 1940-12Mi                                                    | 778                                                          | 685                                                          | 815                                                          | 784 A                                                        | 941                                                          | 808 A                                                        | 60к                                                          | Штаб Фрунзе в Строгановке                                    |                                                              |
| 12                                                           | 1940-12Mi                                                    | 779                                                          | 686                                                          | 816                                                          | 785 A                                                        | 942                                                          | 809 A                                                        | 1р                                                           | Перекоп взят!                                                |                                                              |

## Вторая годовщина разгрома немецко-фашистских войск под Сталинградом (2/II 1943) (1945)
Однолетняя серия почтовых марок СССР с разными датами выпуска посвящена второй годовщине разгрома немецко-фашистских войск под Сталинградом (2/II 1943). Эта серия была выпущена в 1940 году (7 ноября и в декабре).
Все шесть задействованных каталогов (ЦФА, SC, Scott, Michel, SG, Yvert) определили эту фиксированную однолетнюю серию с разными датами выпуска.
Здесь две марки и блок с четырьмя марками, все марки одного рисунка, отличающиеся номиналом. На марках изображён воин Красной армии со знаменем. Первый номер серии ЦФА 963, дата выпуска марки с первым номером серии 1945-03-02.
| Вторая годовщина разгрома немецко-фашистских войск под Сталинградом (2/II 1943) (1945) | Вторая годовщина разгрома немецко-фашистских войск под Сталинградом (2/II 1943) (1945) | Вторая годовщина разгрома немецко-фашистских войск под Сталинградом (2/II 1943) (1945) | Вторая годовщина разгрома немецко-фашистских войск под Сталинградом (2/II 1943) (1945) | Вторая годовщина разгрома немецко-фашистских войск под Сталинградом (2/II 1943) (1945) | Вторая годовщина разгрома немецко-фашистских войск под Сталинградом (2/II 1943) (1945) | Вторая годовщина разгрома немецко-фашистских войск под Сталинградом (2/II 1943) (1945) | Вторая годовщина разгрома немецко-фашистских войск под Сталинградом (2/II 1943) (1945) | Вторая годовщина разгрома немецко-фашистских войск под Сталинградом (2/II 1943) (1945) | Вторая годовщина разгрома немецко-фашистских войск под Сталинградом (2/II 1943) (1945) |
| №                                                                                      | Дата                                                                                   | ЦФА                                                                                    | SC                                                                                     | Scott                                                                                  | Michel                                                                                 | SG                                                                                     | Yvert                                                                                  | Ном.                                                                                   | Изобр-е                                                                                |
| -------------------------------------------------------------------------------------- | -------------------------------------------------------------------------------------- | -------------------------------------------------------------------------------------- | -------------------------------------------------------------------------------------- | -------------------------------------------------------------------------------------- | -------------------------------------------------------------------------------------- | -------------------------------------------------------------------------------------- | -------------------------------------------------------------------------------------- | -------------------------------------------------------------------------------------- | -------------------------------------------------------------------------------------- |
| 1                                                                                      | 1945-03-02Mi (09SC)                                                                    | 963                                                                                    | 871                                                                                    | 968                                                                                    | 951 A                                                                                  | 1100                                                                                   | 1011                                                                                   | 60к                                                                                    |                                                                                        |
| 2                                                                                      | 1945-03-02Mi (09SC)                                                                    | 964                                                                                    | 872                                                                                    | 969                                                                                    | 952 A                                                                                  | 1101                                                                                   | 1012                                                                                   | 3р                                                                                     |                                                                                        |
| 3                                                                                      | 1945-04Mi (04-21SC)                                                                    | 965                                                                                    | 873 Бл 5                                                                               | 970                                                                                    | 952 B Block 5                                                                          | MS1101 b                                                                               | Blocs 8                                                                                | 3р × 4                                                                                 |                                                                                        |

## 29-я годовщина Советской армии (1947)
Однолетняя серия почтовых марок СССР с разными датами выпуска посвящена 29-й годовщине Советской армии. Эта серия была выпущена в 1947 году (23 и 28 февраля).
Все шесть задействованных каталогов (ЦФА, SC, Scott, Michel, SG, Yvert) определили эту фиксированную однолетнюю серию с разными датами выпуска.
Здесь шесть марок. Первый номер серии ЦФА 1133, дата выпуска марки с первым номером серии 1947-02-23.
| 29-я годовщина Советской армии (1947) | 29-я годовщина Советской армии (1947) | 29-я годовщина Советской армии (1947) | 29-я годовщина Советской армии (1947) | 29-я годовщина Советской армии (1947) | 29-я годовщина Советской армии (1947) | 29-я годовщина Советской армии (1947) | 29-я годовщина Советской армии (1947) | 29-я годовщина Советской армии (1947) | 29-я годовщина Советской армии (1947) | 29-я годовщина Советской армии (1947) |
| №                                     | Дата                                  | ЦФА                                   | SC                                    | Scott                                 | Michel                                | SG                                    | Yvert                                 | Ном.                                  | Кр.опис‑е                             | Изобр-е                               |
| ------------------------------------- | ------------------------------------- | ------------------------------------- | ------------------------------------- | ------------------------------------- | ------------------------------------- | ------------------------------------- | ------------------------------------- | ------------------------------------- | ------------------------------------- | ------------------------------------- |
| 1                                     | 1947-02-23Mi (22SC)                   | 1133                                  | 1041                                  | 1101                                  | 1111 B                                | 1258                                  | 1105 B                                | 20к                                   | Солдат Советской армии                |                                       |
| 2                                     | 1947-02-23Mi (22SC)                   | 1134                                  | 1042                                  | 1102                                  | 1112 B                                | 1259                                  | 1106 B                                | 30к                                   | Курсант                               |                                       |
| 3                                     | 1947-02-23Mi (22SC)                   | 1135                                  | 1043                                  | 1103                                  | 1113 B                                | 1260                                  | 1107 B                                | 30к                                   | Пехотинец, моряк и лётчик             |                                       |
| 4                                     | 1947-02-28Mi (24SC)                   | 1136                                  | 1044                                  | 1101                                  | 1111 A                                | 1258 b                                | 1105 A                                | 20к                                   | Солдат Советской армии                |                                       |
| 5                                     | 1947-02-28Mi (24SC)                   | 1137                                  | 1045                                  | 1102                                  | 1112 A                                | 1259 b                                | 1106 A                                | 30к                                   | Курсант                               |                                       |
| 6                                     | 1947-02-28Mi (24SC)                   | 1138                                  | 1046                                  | 1103                                  | 1113 A                                | 1260 b                                | 1107 A                                | 30к                                   | Пехотинец, моряк и лётчик             |                                       |

## 30-летие Московского Совета депутатов трудящихся (1947)
Однолетняя серия почтовых марок СССР с разными датами выпуска посвящена 30-летию Московского Совета депутатов трудящихся. Эта серия была выпущена в 1947 году (30 мая и 3 июня).
Все шесть задействованных каталогов (ЦФА, SC, Scott, Michel, SG, Yvert) определили эту фиксированную однолетнюю серию с разными датами выпуска.
Здесь две марки одного рисунка, отличающиеся отсутствием и наличием зубцов. На марках изображено здание совета. Первый номер серии ЦФА 1141, дата выпуска марки с первым номером серии 1947-05-30.
| 30-летие Московского Совета депутатов трудящихся (1947) | 30-летие Московского Совета депутатов трудящихся (1947) | 30-летие Московского Совета депутатов трудящихся (1947) | 30-летие Московского Совета депутатов трудящихся (1947) | 30-летие Московского Совета депутатов трудящихся (1947) | 30-летие Московского Совета депутатов трудящихся (1947) | 30-летие Московского Совета депутатов трудящихся (1947) | 30-летие Московского Совета депутатов трудящихся (1947) | 30-летие Московского Совета депутатов трудящихся (1947) | 30-летие Московского Совета депутатов трудящихся (1947) |
| №                                                       | Дата                                                    | ЦФА                                                     | SC                                                      | Scott                                                   | Michel                                                  | SG                                                      | Yvert                                                   | Ном.                                                    | Изобр-е                                                 |
| ------------------------------------------------------- | ------------------------------------------------------- | ------------------------------------------------------- | ------------------------------------------------------- | ------------------------------------------------------- | ------------------------------------------------------- | ------------------------------------------------------- | ------------------------------------------------------- | ------------------------------------------------------- | ------------------------------------------------------- |
| 1                                                       | 1947-05-30Mi                                            | 1141                                                    | 1049                                                    | 1125                                                    | 1116 B                                                  | 1265                                                    | 1110 a                                                  | 30к                                                     |                                                         |
| 2                                                       | 1947-06-03Mi                                            | 1142                                                    | 1050                                                    | 1125                                                    | 1116 A                                                  | 1265 b                                                  | 1110                                                    | 30к                                                     |                                                         |

## 30-летие Великой Октябрьской социалистической революции (1947)
Однолетняя серия почтовых марок СССР с разными датами выпуска посвящена 30-летию Великой Октябрьской социалистической революции. Эта серия была выпущена в 1947 году (7 и 28 ноября).
Все шесть задействованных каталогов (ЦФА, SC, Scott, Michel, SG, Yvert) определили эту фиксированную однолетнюю серию с разными датами выпуска.
Здесь двенадцать марок. Первый номер серии ЦФА 1179, дата выпуска марки с первым номером серии 1947-11-07.
| 30-летие Великой Октябрьской социалистической революции (1947) | 30-летие Великой Октябрьской социалистической революции (1947) | 30-летие Великой Октябрьской социалистической революции (1947) | 30-летие Великой Октябрьской социалистической революции (1947) | 30-летие Великой Октябрьской социалистической революции (1947) | 30-летие Великой Октябрьской социалистической революции (1947) | 30-летие Великой Октябрьской социалистической революции (1947) | 30-летие Великой Октябрьской социалистической революции (1947) | 30-летие Великой Октябрьской социалистической революции (1947) | 30-летие Великой Октябрьской социалистической революции (1947) | 30-летие Великой Октябрьской социалистической революции (1947) |
| №                                                              | Дата                                                           | ЦФА                                                            | SC                                                             | Scott                                                          | Michel                                                         | SG                                                             | Yvert                                                          | Ном.                                                           | Кр.опис‑е                                                      | Изобр-е                                                        |
| -------------------------------------------------------------- | -------------------------------------------------------------- | -------------------------------------------------------------- | -------------------------------------------------------------- | -------------------------------------------------------------- | -------------------------------------------------------------- | -------------------------------------------------------------- | -------------------------------------------------------------- | -------------------------------------------------------------- | -------------------------------------------------------------- | -------------------------------------------------------------- |
| 1                                                              | 1947-11-07Mi                                                   | 1179                                                           | 1089                                                           | 1183                                                           | 1162 B                                                         | 1311                                                           | 1160                                                           | 30к                                                            | Штурм Зимнего дворца 25 октября (7 ноября)                     |                                                                |
| 2                                                              | 1947-11-07Mi                                                   | 1180                                                           | 1090                                                           | 1184                                                           | 1163 B                                                         | 1312                                                           | 1161                                                           | 50к                                                            | Металлургический завод                                         |                                                                |
| 3                                                              | 1947-11-07Mi                                                   | 1181                                                           | 1091                                                           | 1185                                                           | 1164 B                                                         | 1313                                                           | 1162                                                           | 60к                                                            | Штурм Зимнего дворца 25 октября (7 ноября)                     |                                                                |
| 4                                                              | 1947-11-07Mi                                                   | 1182                                                           | 1092                                                           | 1186                                                           | 1165 B                                                         | 1314                                                           | 1163                                                           | 60к                                                            | Грузовик с хлебом                                              |                                                                |
| 5                                                              | 1947-11-07Mi                                                   | 1183                                                           | 1093                                                           | 1187                                                           | 1166 B                                                         | 1315                                                           | 1164                                                           | 1р                                                             | Металлургический завод                                         |                                                                |
| 6                                                              | 1947-11-07Mi                                                   | 1184                                                           | 1094                                                           | 1188                                                           | 1167 B                                                         | 1316                                                           | 1165                                                           | 2р                                                             | Грузовик с хлебом                                              |                                                                |
| 7                                                              | 1947-11-28Mi                                                   | 1185                                                           | 1095                                                           | 1183                                                           | 1162 A                                                         | 1311 b                                                         | 1160                                                           | 30к                                                            | Штурм Зимнего дворца 25 октября (7 ноября)                     |                                                                |
| 8                                                              | 1947-11-28Mi                                                   | 1186                                                           | 1096                                                           | 1184                                                           | 1163 A                                                         | 1312 b                                                         | 1161                                                           | 50к                                                            | Металлургический завод                                         |                                                                |
| 9                                                              | 1947-11-28Mi                                                   | 1187                                                           | 1097                                                           | 1185                                                           | 1164 A                                                         | 1313 b                                                         | 1162                                                           | 60к                                                            | Штурм Зимнего дворца 25 октября (7 ноября)                     |                                                                |
| 10                                                             | 1947-11-28Mi                                                   | 1188                                                           | 1098                                                           | 1186                                                           | 1165 A                                                         | 1314 b                                                         | 1163                                                           | 60к                                                            | Грузовик с хлебом                                              |                                                                |
| 11                                                             | 1947-11-28Mi                                                   | 1189                                                           | 1099                                                           | 1187                                                           | 1166 A                                                         | 1315 b                                                         | 1164                                                           | 1р                                                             | Металлургический завод                                         |                                                                |
| 12                                                             | 1947-11-28Mi                                                   | 1190                                                           | 1100                                                           | 1188                                                           | 1167 A                                                         | 1316 b                                                         | 1165                                                           | 2р                                                             | Грузовик с хлебом                                              |                                                                |

## Послевоенное восстановление народного хозяйства СССР (1947)
Однолетняя серия почтовых марок СССР с разными датами выпуска посвящена послевоенному восстановлению народного хозяйства СССР. Эта серия была выпущена в 1947 году (20 и 25 ноября).
Все шесть задействованных каталогов (ЦФА, SC, Scott, Michel, SG, Yvert) определили эту фиксированную однолетнюю серию с разными датами выпуска.
Здание Сталинградского театра музыкальной комедии на марках ЦФА 1208 и 1219 в каталогах названо зданием Сталинградского драматического театра имени Горького.
В каталоге Yvert переставлены местами описание марок dk и dm.
Здесь двадцать две марки. Первый номер серии ЦФА 1201, дата выпуска марки с первым номером серии 1947-11-20.
| Послевоенное восстановление народного хозяйства СССР (1947) | Послевоенное восстановление народного хозяйства СССР (1947) | Послевоенное восстановление народного хозяйства СССР (1947) | Послевоенное восстановление народного хозяйства СССР (1947) | Послевоенное восстановление народного хозяйства СССР (1947) | Послевоенное восстановление народного хозяйства СССР (1947) | Послевоенное восстановление народного хозяйства СССР (1947) | Послевоенное восстановление народного хозяйства СССР (1947) | Послевоенное восстановление народного хозяйства СССР (1947) | Послевоенное восстановление народного хозяйства СССР (1947) | Послевоенное восстановление народного хозяйства СССР (1947) |
| №                                                           | Дата                                                        | ЦФА                                                         | SC                                                          | Scott                                                       | Michel                                                      | SG                                                          | Yvert                                                       | Ном.                                                        | Кр.опис‑е                                                   | Изобр-е                                                     |
| ----------------------------------------------------------- | ----------------------------------------------------------- | ----------------------------------------------------------- | ----------------------------------------------------------- | ----------------------------------------------------------- | ----------------------------------------------------------- | ----------------------------------------------------------- | ----------------------------------------------------------- | ----------------------------------------------------------- | ----------------------------------------------------------- | ----------------------------------------------------------- |
| 1                                                           | 1947-11-20Mi                                                | 1201                                                        | 1111                                                        | 1172                                                        | 1168 B                                                      | 1317                                                        | 1166                                                        | 15к                                                         | Константиновский металлургический завод                     |                                                             |
| 2                                                           | 1947-11-20Mi                                                | 1202                                                        | 1112                                                        | 1173                                                        | 1169 B                                                      | 1318                                                        | 1167                                                        | 20к                                                         | Макеевский металлургический завод                           |                                                             |
| 3                                                           | 1947-11-20Mi                                                | 1203                                                        | 1113                                                        | 1177                                                        | 1170 B                                                      | 1322                                                        | 1168                                                        | 30к                                                         | Сталинградский тракторный завод                             |                                                             |
| 4                                                           | 1947-11-20Mi                                                | 1204                                                        | 1114                                                        | 1174                                                        | 1171 B                                                      | 1319                                                        | 1171                                                        | 30к                                                         | Константиновский металлургический завод                     |                                                             |
| 5                                                           | 1947-11-20Mi                                                | 1205                                                        | 1115                                                        | 1176                                                        | 1172 B                                                      | 1321                                                        | 1170                                                        | 30к                                                         | Харьковский тракторный завод                                |                                                             |
| 6                                                           | 1947-11-20Mi                                                | 1206                                                        | 1116                                                        | 1175                                                        | 1173 B                                                      | 1320                                                        | 1169                                                        | 30к                                                         | Ростовский завод сельскохозяйственных машин                 |                                                             |
| 7                                                           | 1947-11-20Mi                                                | 1207                                                        | 1117                                                        | 1179                                                        | 1174 B                                                      | 1323                                                        | 1173                                                        | 60к                                                         | Ростовский завод сельскохозяйственных машин                 |                                                             |
| 8                                                           | 1947-11-20Mi                                                | 1208                                                        | 1118                                                        | 1178                                                        | 1175 B                                                      | 1324                                                        | 1172                                                        | 60к                                                         | Сталинградский театр музыкальной комедии                    |                                                             |
| 9                                                           | 1947-11-20Mi                                                | 1209                                                        | 1119                                                        | 1181                                                        | 1176 B                                                      | 1326                                                        | 1176                                                        | 1р                                                          | Харьковский тракторный завод                                |                                                             |
| 10                                                          | 1947-11-20Mi                                                | 1210                                                        | 1120                                                        | 1182                                                        | 1177 B                                                      | 1327                                                        | 1174                                                        | 1р                                                          | Сталинградский тракторный завод                             |                                                             |
| 11                                                          | 1947-11-20Mi                                                | 1211                                                        | 1121                                                        | 1180                                                        | 1178 B                                                      | 1325                                                        | 1175                                                        | 1р                                                          | Макеевский металлургический завод                           |                                                             |
| 12                                                          | 1947-11-25Mi                                                | 1212                                                        | 1122                                                        | 1172                                                        | 1168 A                                                      | 1317 b                                                      | 1166                                                        | 15к                                                         | Константиновский металлургический завод                     |                                                             |
| 13                                                          | 1947-11-25Mi                                                | 1213                                                        | 1123                                                        | 1173                                                        | 1169 A                                                      | 1318 b                                                      | 1167                                                        | 20к                                                         | Макеевский металлургический завод                           |                                                             |
| 14                                                          | 1947-11-25Mi                                                | 1214                                                        | 1124                                                        | 1177                                                        | 1170 A                                                      | 1322 b                                                      | 1168                                                        | 30к                                                         | Сталинградский тракторный завод                             |                                                             |
| 15                                                          | 1947-11-25Mi                                                | 1215                                                        | 1125                                                        | 1174                                                        | 1171 A                                                      | 1319 b                                                      | 1171                                                        | 30к                                                         | Константиновский металлургический завод                     |                                                             |
| 16                                                          | 1947-11-25Mi                                                | 1216                                                        | 1126                                                        | 1176                                                        | 1172 A                                                      | 1321 b                                                      | 1170                                                        | 30к                                                         | Харьковский тракторный завод                                |                                                             |
| 17                                                          | 1947-11-25Mi                                                | 1217                                                        | 1127                                                        | 1175                                                        | 1173 A                                                      | 1320 b                                                      | 1169                                                        | 30к                                                         | Ростовский завод сельскохозяйственных машин                 |                                                             |
| 18                                                          | 1947-11-25Mi                                                | 1218                                                        | 1128                                                        | 1179                                                        | 1174 A                                                      | 1323 b                                                      | 1173                                                        | 60к                                                         | Ростовский завод сельскохозяйственных машин                 |                                                             |
| 19                                                          | 1947-11-25Mi                                                | 1219                                                        | 1129                                                        | 1178                                                        | 1175 A                                                      | 1324 b                                                      | 1172                                                        | 60к                                                         | Сталинградский театр музыкальной комедии                    |                                                             |
| 20                                                          | 1947-11-25Mi                                                | 1220                                                        | 1130                                                        | 1181                                                        | 1176 A                                                      | 1326 b                                                      | 1176                                                        | 1р                                                          | Харьковский тракторный завод                                |                                                             |
| 21                                                          | 1947-11-25Mi                                                | 1221                                                        | 1131                                                        | 1182                                                        | 1177 A                                                      | 1327 b                                                      | 1174                                                        | 1р                                                          | Сталинградский тракторный завод                             |                                                             |
| 22                                                          | 1947-11-25Mi                                                | 1222                                                        | 1132                                                        | 1180                                                        | 1178 A                                                      | 1325 b                                                      | 1175                                                        | 1р                                                          | Макеевский металлургический завод                           |                                                             |

## 225-летие Свердловска (1948)
Однолетняя серия почтовых марок СССР с разными датами выпуска посвящена 225-летию Свердловска. Эта серия была выпущена в 1948 году (25 ноября и 15 декабря).
Все шесть задействованных каталогов (ЦФА, SC, Scott, Michel, SG, Yvert) определили эту фиксированную однолетнюю серию с разными датами выпуска.
Здесь шесть марок. Первый номер серии ЦФА 1339, дата выпуска марки с первым номером серии 1948-11-25.
| 225-летие Свердловска (1948) | 225-летие Свердловска (1948) | 225-летие Свердловска (1948) | 225-летие Свердловска (1948) | 225-летие Свердловска (1948) | 225-летие Свердловска (1948) | 225-летие Свердловска (1948) | 225-летие Свердловска (1948) | 225-летие Свердловска (1948) | 225-летие Свердловска (1948) | 225-летие Свердловска (1948) |
| №                            | Дата                         | ЦФА                          | SC                           | Scott                        | Michel                       | SG                           | Yvert                        | Ном.                         | Кр.опис‑е                    | Изобр-е                      |
| ---------------------------- | ---------------------------- | ---------------------------- | ---------------------------- | ---------------------------- | ---------------------------- | ---------------------------- | ---------------------------- | ---------------------------- | ---------------------------- | ---------------------------- |
| 1                            | 1948-11-25Mi                 | 1339                         | 1254                         | 1307                         | 1298 B                       | 1446                         | 1292 B                       | 30к                          | Памятник Свердлову           |                              |
| 2                            | 1948-11-25Mi                 | 1340                         | 1255                         | 1308                         | 1299 B                       | 1447                         | 1293 B                       | 40к                          | Улица Ленина                 |                              |
| 3                            | 1948-11-25Mi                 | 1341                         | 1256                         | 1309                         | 1300 B                       | 1448                         | 1294 B                       | 1р                           | Памятник Свердлову           |                              |
| 4                            | 1948-12-15Mi                 | 1342                         | 1257                         | 1307                         | 1298 A                       | 1446 b                       | 1292 A                       | 30к                          | Памятник Свердлову           |                              |
| 5                            | 1948-12-15Mi                 | 1343                         | 1258                         | 1308                         | 1299 A                       | 1447 b                       | 1293 A                       | 40к                          | Улица Ленина                 |                              |
| 6                            | 1948-12-15Mi                 | 1344                         | 1259                         | 1309                         | 1300 A                       | 1448 b                       | 1294 A                       | 1р                           | Памятник Свердлову           |                              |

## 25-летие со дня смерти Ленина (1949)
Однолетняя серия почтовых марок СССР с разными датами выпуска посвящена 25-летию со дня смерти Ленина, организатора Коммунистической партии Советского Союза, основателя Советского государства (1870—1924). Эта серия была выпущена в 1949 году (21 января и 12 марта).
Все шесть задействованных каталогов (ЦФА, SC, Scott, Michel, SG, Yvert) определили эту фиксированную однолетнюю серию с разными датами выпуска.
Здесь две марки и два блока с четырьмя марками, все марки одного рисунка, отличающиеся номиналом и отсутствием и наличием зубцов. На марках изображён мавзолей В. И. Ленина. Первый номер серии ЦФА 1360, дата выпуска марки с первым номером серии 1949-01-21.
| 25-летие со дня смерти Ленина (1949) | 25-летие со дня смерти Ленина (1949) | 25-летие со дня смерти Ленина (1949) | 25-летие со дня смерти Ленина (1949) | 25-летие со дня смерти Ленина (1949) | 25-летие со дня смерти Ленина (1949) | 25-летие со дня смерти Ленина (1949) | 25-летие со дня смерти Ленина (1949) | 25-летие со дня смерти Ленина (1949) | 25-летие со дня смерти Ленина (1949) |
| №                                    | Дата                                 | ЦФА                                  | SC                                   | Scott                                | Michel                               | SG                                   | Yvert                                | Ном.                                 | Изобр-е                              |
| ------------------------------------ | ------------------------------------ | ------------------------------------ | ------------------------------------ | ------------------------------------ | ------------------------------------ | ------------------------------------ | ------------------------------------ | ------------------------------------ | ------------------------------------ |
| 1                                    | 1949-01-21Mi                         | 1360                                 | 1273                                 | 1326                                 | 1314                                 | 1462                                 | 1320                                 | 40к                                  |                                      |
| 2                                    | 1949-01-21Mi                         | 1361                                 | 1274                                 | 1327                                 | 1315 I                               | 1463                                 | 1321                                 | 1р                                   |                                      |
| 3                                    | 1949-03-12Mi                         | 1362                                 | 1275 Бл 11                           | 1327 a                               | 1315 B II Block 11 B                 | MS1463 b                             | Blocs 11 a                           | 1р × 4                               |                                      |
| 4                                    | 1949-03-12Mi                         | 1363                                 | 1274 A Бл 12                         | 1327 a                               | 1315 A II Block 11 A                 | MS1463 a                             | Blocs 11                             | 1р × 4                               |                                      |

## 150-летие со дня рождения поэта А. С. Пушкина (1799—1837) (1949)
Однолетняя тематическая серия почтовых марок СССР с разными датами выпуска. Посвящена 150-летию со дня рождения поэта А. С. Пушкина и выпускалась 6 июня (марки) и 20 июля (блок) 1949 года согласно каталогу почтовых марок Михель.
Все шесть задействованных каталогов (ЦФА, SC, Scott, Michel, SG, Yvert) объединили все марки в одну фиксированную однолетнюю серию.
Здесь пять марок и блок, это однолетняя серия с разными датами выпуска. Первый номер серии ЦФА 1400, дата выпуска марки с первым номером серии 1949-06-06.

## 75-летие Всемирного почтового союза (1949)
Однолетняя тематическая серия почтовых марок СССР с разными датами выпуска. Посвящена 75-летие Всемирного почтового союза и выпускалась 5 и 10 октября 1949 года согласно каталогу почтовых марок Михель.
Все шесть задействованных каталогов (ЦФА, SC, Scott, Michel, SG, Yvert) объединили все марки в одну фиксированную однолетнюю серию.
Здесь четыре марки, это однолетняя серия с разными датами выпуска. Первый номер серии ЦФА 1437, дата выпуска марки с первым номером серии 1949-10-05.

## 150-летие со дня смерти А. В. Суворова (1950)
Однолетняя серия почтовых марок СССР с разными датами выпуска посвящена 150-летию со дня смерти полководца А. В. Суворова (1730-1800). Эта серия была выпущена в 1950 году (18 мая и 24 июня).
Все шесть задействованных каталогов (ЦФА, SC, Scott, Michel, SG, Yvert) определили эту фиксированную однолетнюю серию с разными датами выпуска.
Здесь пять марок. Первый номер серии ЦФА 1515, дата выпуска марки с первым номером серии 1950-05-18.
| 150-летие со дня смерти А. В. Суворова (1950) | 150-летие со дня смерти А. В. Суворова (1950) | 150-летие со дня смерти А. В. Суворова (1950) | 150-летие со дня смерти А. В. Суворова (1950) | 150-летие со дня смерти А. В. Суворова (1950) | 150-летие со дня смерти А. В. Суворова (1950) | 150-летие со дня смерти А. В. Суворова (1950) | 150-летие со дня смерти А. В. Суворова (1950) | 150-летие со дня смерти А. В. Суворова (1950) | 150-летие со дня смерти А. В. Суворова (1950)                             | 150-летие со дня смерти А. В. Суворова (1950) |
| №                                             | Дата                                          | ЦФА                                           | SC                                            | Scott                                         | Michel                                        | SG                                            | Yvert                                         | Ном.                                          | Кр.опис‑е                                                                 | Изобр-е                                       |
| --------------------------------------------- | --------------------------------------------- | --------------------------------------------- | --------------------------------------------- | --------------------------------------------- | --------------------------------------------- | --------------------------------------------- | --------------------------------------------- | --------------------------------------------- | ------------------------------------------------------------------------- | --------------------------------------------- |
| 1                                             | 1950-05-18ЦФА                                 | 1515                                          | 1428                                          | 1464                                          | 1465                                          | 1601                                          | 1450                                          | 40к                                           | Портрет А. В. Суворова по гравюре Н. И. Уткина                            |                                               |
| 2                                             | 1950-06-24ЦФА (05-18Mi)                       | 1516                                          | 1429                                          | 1465                                          | 1466                                          | 1602                                          | 1451                                          | 50к                                           | «Переход Суворова через Альпы» В. И. Сурикова                             |                                               |
| 3                                             | 1950-06-24ЦФА (05-18Mi)                       | 1517                                          | 1430                                          | 1466                                          | 1467                                          | 1603                                          | 1452                                          | 60к                                           | Орден Суворова. Суворовские войска, советские воины по плакату Н. Смоляка |                                               |
| 4                                             | 1950-05-18ЦФА                                 | 1518                                          | 1431                                          | 1467                                          | 1468                                          | 1604                                          | 1453                                          | 1р                                            | Портрет А. В. Суворова по гравюре Н. И. Уткина                            |                                               |
| 5                                             | 1950-06-24ЦФА                                 | 1519                                          | 1432                                          | 1468                                          | 1469                                          | 1605                                          | 1454                                          | 2р                                            | «Суворов в Альпах» по рисунку Н. М. Аввакумова                            |                                               |

## 50-летие Коммунистической партии Советского Союза (1953)
Однолетняя серия почтовых марок СССР с разными датами выпуска посвящена 50-летие Коммунистической партии Советского Союза. Это первые марки за долгий период, когда барельеф Ленина официально изображён без барельефа Сталина. Эта серия была выпущена в 1953 году (12 ноября и 14 декабря).
Только два из шести задействованных каталогов (ЦФА, Scott) определили эту достаточно определённую однолетнюю серию с разными датами выпуска. Остальные каталоги разбили серию на две части.
Здесь две марки. Первый номер серии ЦФА 1733, дата выпуска марки с первым номером серии 1953-11-12.
| 50-летие Коммунистической партии Советского Союза (1953) | 50-летие Коммунистической партии Советского Союза (1953) | 50-летие Коммунистической партии Советского Союза (1953) | 50-летие Коммунистической партии Советского Союза (1953) | 50-летие Коммунистической партии Советского Союза (1953) | 50-летие Коммунистической партии Советского Союза (1953) | 50-летие Коммунистической партии Советского Союза (1953) | 50-летие Коммунистической партии Советского Союза (1953) | 50-летие Коммунистической партии Советского Союза (1953) | 50-летие Коммунистической партии Советского Союза (1953) | 50-летие Коммунистической партии Советского Союза (1953) |
| №                                                        | Дата                                                     | ЦФА                                                      | SC2                                                      | Scott                                                    | Michel2                                                  | SG2                                                      | Yvert2                                                   | Ном.                                                     | Кр.опис‑е                                                | Изобр-е                                                  |
| -------------------------------------------------------- | -------------------------------------------------------- | -------------------------------------------------------- | -------------------------------------------------------- | -------------------------------------------------------- | -------------------------------------------------------- | -------------------------------------------------------- | -------------------------------------------------------- | -------------------------------------------------------- | -------------------------------------------------------- | -------------------------------------------------------- |
| 1                                                        | 1953-11-12Mi                                             | 1733                                                     | 11646                                                    | 1678                                                     | 11681                                                    | 11813                                                    | 11664                                                    | 40к                                                      | Барельеф Ленина на фоне газеты «Искра»                   |                                                          |
| 2                                                        | 1953-12-14Mi                                             | 1734                                                     | 21656                                                    | 1679                                                     | 21690                                                    | 21822                                                    | 21669                                                    | 1р                                                       | Барельеф Ленина на фоне книги «Что делать?»              |                                                          |

## 300-летие воссоединения Украины с Россией (8/I 1654) (1954)
Однолетняя серия почтовых марок СССР с разными датами выпуска посвящена 300-летию воссоединения Украины с Россией (8/I 1654). Эта серия была выпущена в 1954 году (10 мая и 18 августа).
Четыре из шести задействованных каталогов (Scott, Michel, SG, Yvert) (а также краткий справочник Kar) определили эту фиксированную однолетнюю серию с разными датами выпуска. Остальные каталоги разбили серию на 2 неравные части.
Здесь 10 марки. Первый номер серии ЦФА 1754, дата выпуска марки с первым номером серии 1954-05-10.
| 300-летие воссоединения Украины с Россией (8/I 1654) (1954) | 300-летие воссоединения Украины с Россией (8/I 1654) (1954) | 300-летие воссоединения Украины с Россией (8/I 1654) (1954) | 300-летие воссоединения Украины с Россией (8/I 1654) (1954) | 300-летие воссоединения Украины с Россией (8/I 1654) (1954) | 300-летие воссоединения Украины с Россией (8/I 1654) (1954) | 300-летие воссоединения Украины с Россией (8/I 1654) (1954) | 300-летие воссоединения Украины с Россией (8/I 1654) (1954) | 300-летие воссоединения Украины с Россией (8/I 1654) (1954) | 300-летие воссоединения Украины с Россией (8/I 1654) (1954) | 300-летие воссоединения Украины с Россией (8/I 1654) (1954) |
| №                                                           | Дата                                                        | ЦФА2                                                        | SC2                                                         | Scott                                                       | Michel                                                      | SG                                                          | Yvert                                                       | Ном.                                                        | Кр.опис‑е                                                   | Изобр-е                                                     |
| ----------------------------------------------------------- | ----------------------------------------------------------- | ----------------------------------------------------------- | ----------------------------------------------------------- | ----------------------------------------------------------- | ----------------------------------------------------------- | ----------------------------------------------------------- | ----------------------------------------------------------- | ----------------------------------------------------------- | ----------------------------------------------------------- | ----------------------------------------------------------- |
| 1                                                           | 1954-05-10Mi                                                | 11754                                                       | 11668                                                       | 1709                                                        | 1709                                                        | 1843                                                        | 1692                                                        | 2р                                                          | Надпечатка на ордене Богдана Хмельницкого                   |                                                             |
| 2                                                           | 1954-05-10Mi                                                | 21755                                                       | 21669                                                       | 1704                                                        | 1703                                                        | 1835                                                        | 1686                                                        | 40к                                                         | Памятник Т. Г. Шевченко в Харькове                          |                                                             |
| 3                                                           | 1954-05-10Mi                                                | 21756                                                       | 21670                                                       | 1700                                                        | 1702                                                        | 1834                                                        | 1685                                                        | 40к                                                         | Здания ВС УССР, Киев, ПВС и совмина РСФСР, Москва           |                                                             |
| 4                                                           | 1954-05-10Mi                                                | 21757                                                       | 21671                                                       | 1702                                                        | 1704                                                        | 1836                                                        | 1687                                                        | 40к                                                         | Киевский театр оперы и балета им. Шевченко                  |                                                             |
| 5                                                           | 1954-05-10Mi                                                | 21758                                                       | 21672                                                       | 1701                                                        | 1705                                                        | 1837                                                        | 1688                                                        | 40к                                                         | Киевский государственный университет им. Шевченко           |                                                             |
| 6                                                           | 1954-08-18Mi                                                | 21759                                                       | 21673                                                       | 1703                                                        | 1722                                                        | 1838                                                        | 1708                                                        | 40к                                                         | Здание Академии наук УССР                                   |                                                             |
| 7                                                           | 1954-05-10Mi                                                | 21760                                                       | 21674                                                       | 1705                                                        | 1706                                                        | 1839                                                        | 1689                                                        | 60к                                                         | Памятник Богдану Хмельницкому в Киеве                       |                                                             |
| 8                                                           | 1954-05-10Mi                                                | 21761                                                       | 21675                                                       | 1708                                                        | 1708                                                        | 1842                                                        | 1691                                                        | 1р                                                          | Переяславская рада                                          |                                                             |
| 9                                                           | 1954-05-10Mi                                                | 21762                                                       | 21676                                                       | 1706                                                        | 1707                                                        | 1840                                                        | 1690                                                        | 1р                                                          | Государственный флаги УССР и РСФСР                          |                                                             |
| 10                                                          | 1954-05-10Mi                                                | 21763                                                       | 21677                                                       | 1707                                                        | 1723                                                        | 1841                                                        | 1709                                                        | 1р                                                          | Канев. и Памятник на могиле Шевченко                        |                                                             |

## Сельское хозяйство в СССР (1954)
Однолетняя серия почтовых марок СССР с разными датами выпуска посвящена сельскому хозяйству в СССР. Эта серия была выпущена в 1954 году (8 июня и 12 декабря).
Только два из шести задействованных каталогов (ЦФА, Michel) определили эту достаточно определённую однолетнюю серию с разными датами выпуска. Остальные каталоги разбили серию на 2 части.
Здесь 7 марок. Первый номер серии ЦФА 1772, дата выпуска марки с первым номером серии 1954-06-8.
| Сельское хозяйство в СССР (1954) | Сельское хозяйство в СССР (1954) | Сельское хозяйство в СССР (1954) | Сельское хозяйство в СССР (1954) | Сельское хозяйство в СССР (1954) | Сельское хозяйство в СССР (1954) | Сельское хозяйство в СССР (1954) | Сельское хозяйство в СССР (1954) | Сельское хозяйство в СССР (1954) | Сельское хозяйство в СССР (1954)    | Сельское хозяйство в СССР (1954) |
| №                                | Дата                             | ЦФА                              | SC2                              | Scott2                           | Michel                           | SG2                              | Yvert2                           | Ном.                             | Кр.опис‑е                           | Изобр-е                          |
| -------------------------------- | -------------------------------- | -------------------------------- | -------------------------------- | -------------------------------- | -------------------------------- | -------------------------------- | -------------------------------- | -------------------------------- | ----------------------------------- | -------------------------------- |
| 1                                | 1954-06-08Mi (06-11SC)           | 1772                             | 11686                            | 11720                            | 1720                             | 11854                            | 11702                            | 40к                              | Гидро- электро- станция на селе     |                                  |
| 2                                | 1954-06-08Mi (06-11SC)           | 1773                             | 11687                            | 11719                            | 1719                             | 11853                            | 11701                            | 40к                              | Посадка картофеля                   |                                  |
| 3                                | 1954-06-08Mi (06-11SC)           | 1774                             | 11688                            | 11718                            | 1718                             | 11852                            | 11703                            | 40к                              | Стадо коров на пастбище             |                                  |
| 4                                | 1954-12-12Mi (12-13SC)           | 1775                             | 21707                            | 21740                            | 1743                             | 21875                            | 21726                            | 40к                              | Уборка льна                         |                                  |
| 5                                | 1954-12-12Mi (12-13SC)           | 1776                             | 21708                            | 21741                            | 1742                             | 21874                            | 21724                            | 40к                              | Освоение целинных и залежных земель |                                  |
| 6                                | 1954-12-12Mi (12-13SC)           | 1777                             | 21709                            | 21739                            | 1741                             | 21873                            | 21725                            | 40к                              | Уборка овощей                       |                                  |
| 7                                | 1954-12-12Mi (12-13SC)           | 1778                             | 21710                            | 21742                            | 1744                             | 21876                            | 21727                            | 60к                              | Уборка кукурузы и подсол- нечника   |                                  |

## 50-летие со дня смерти художника К. А. Савицкого (1955)
Однолетняя серия почтовых марок СССР с разными датами выпуска посвящена 50-летию со дня смерти художника К. А. Савицкого. Эта серия была выпущена в 1955 году (21 марта и в октябре).
Все шесть задействованных каталогов (ЦФА, SC, Scott, Michel, SG, Yvert) определили эту фиксированную однолетнюю серию с разными датами выпуска.
Здесь марка и два блока, на каждом блоке по 4 марки. На всех марках одинаковый рисунок: портрет К. А. Савицкого (по рисунку Н. К. Грандковского) на фоне картины «Ремонтные работы на железной дороге» (1874). Первый номер серии ЦФА 1802, дата выпуска марки с первым номером серии 1955-03-21.
| 50-летие со дня смерти художника К. А. Савицкого (1955) | 50-летие со дня смерти художника К. А. Савицкого (1955) | 50-летие со дня смерти художника К. А. Савицкого (1955) | 50-летие со дня смерти художника К. А. Савицкого (1955) | 50-летие со дня смерти художника К. А. Савицкого (1955) | 50-летие со дня смерти художника К. А. Савицкого (1955) | 50-летие со дня смерти художника К. А. Савицкого (1955) | 50-летие со дня смерти художника К. А. Савицкого (1955) | 50-летие со дня смерти художника К. А. Савицкого (1955) | 50-летие со дня смерти художника К. А. Савицкого (1955) |
| №                                                       | Дата                                                    | ЦФА                                                     | SC                                                      | Scott                                                   | Michel                                                  | SG                                                      | Yvert                                                   | Ном.                                                    | Изобр-е                                                 |
| ------------------------------------------------------- | ------------------------------------------------------- | ------------------------------------------------------- | ------------------------------------------------------- | ------------------------------------------------------- | ------------------------------------------------------- | ------------------------------------------------------- | ------------------------------------------------------- | ------------------------------------------------------- | ------------------------------------------------------- |
| 1                                                       | 1955-03-21Mi                                            | 1802                                                    | 1716                                                    | 1747                                                    | 1750                                                    | 1883                                                    | 1732                                                    | 40к                                                     |                                                         |
| 2                                                       | 1955-10Mi                                               | 1803                                                    | Бл 15                                                   | 1747a                                                   | Block 15 a                                              | MS 1883 a                                               | Bloc 14                                                 | 40к × 4                                                 |                                                         |
| 3                                                       | 1955-10Mi                                               | 1804                                                    | Бл 16                                                   | 1747b                                                   | Block 15 b                                              | MS 1883 b                                               | Bloc 15                                                 | 40к × 4                                                 |                                                         |

## 175-летие со дня рождения художника А. Г. Венецианова (1955)
Однолетняя серия почтовых марок СССР с разными датами выпуска посвящена 175-летию со дня рождения художника А. Г. Венецианова. Эта серия была выпущена в 1955 году (21 июня и в октябре).
Все шесть задействованных каталогов (ЦФА, SC, Scott, Michel, SG, Yvert) определили эту фиксированную однолетнюю серию с разными датами выпуска.
Здесь марка и блок, на блоке 4 марки. На всех марках одинаковый рисунок: автопортрет А. Г. Венецианова и картины «На пашне. Весна» (первая половина 1820-х годов). Первый номер серии ЦФА 1841, дата выпуска марки с первым номером серии 1955-06-21.
| 175-летие со дня рождения художника А. Г. Венецианова (1955) | 175-летие со дня рождения художника А. Г. Венецианова (1955) | 175-летие со дня рождения художника А. Г. Венецианова (1955) | 175-летие со дня рождения художника А. Г. Венецианова (1955) | 175-летие со дня рождения художника А. Г. Венецианова (1955) | 175-летие со дня рождения художника А. Г. Венецианова (1955) | 175-летие со дня рождения художника А. Г. Венецианова (1955) | 175-летие со дня рождения художника А. Г. Венецианова (1955) | 175-летие со дня рождения художника А. Г. Венецианова (1955) | 175-летие со дня рождения художника А. Г. Венецианова (1955) |
| №                                                            | Дата                                                         | ЦФА                                                          | SC                                                           | Scott                                                        | Michel                                                       | SG                                                           | Yvert                                                        | Ном.                                                         | Изобр-е                                                      |
| ------------------------------------------------------------ | ------------------------------------------------------------ | ------------------------------------------------------------ | ------------------------------------------------------------ | ------------------------------------------------------------ | ------------------------------------------------------------ | ------------------------------------------------------------ | ------------------------------------------------------------ | ------------------------------------------------------------ | ------------------------------------------------------------ |
| 1                                                            | 1955-06-21Mi                                                 | 1841                                                         | 1748                                                         | 1747                                                         | 1782                                                         | 1914                                                         | 1753                                                         | 1р                                                           |                                                              |
| 2                                                            | 1955-10Mi                                                    | 1842                                                         | Бл 22                                                        | 1747a                                                        | Block 14                                                     | MS 1914 a                                                    | Bloc 21                                                      | 1р × 4                                                       |                                                              |

## 100-летие со дня рождения украинского писателя И. Я. Франко (1956)
Однолетняя серия почтовых марок СССР с разными датами выпуска посвящена 100-летию со дня рождения украинского писателя И. Я. Франко (1856—1916). Эта серия была выпущена в 1956 году (27 августа и 26 декабря).
Все шесть задействованных каталогов (ЦФА, SC, Scott, Michel, SG, Yvert) определили эту фиксированную однолетнюю серию с разными датами выпуска.
Здесь 3 марки. Первый номер серии ЦФА 1926, дата выпуска марки с первым номером серии 1956-08-27.
| 100-летие со дня рождения украинского писателя И. Я. Франко (1956) | 100-летие со дня рождения украинского писателя И. Я. Франко (1956) | 100-летие со дня рождения украинского писателя И. Я. Франко (1956) | 100-летие со дня рождения украинского писателя И. Я. Франко (1956) | 100-летие со дня рождения украинского писателя И. Я. Франко (1956) | 100-летие со дня рождения украинского писателя И. Я. Франко (1956) | 100-летие со дня рождения украинского писателя И. Я. Франко (1956) | 100-летие со дня рождения украинского писателя И. Я. Франко (1956) | 100-летие со дня рождения украинского писателя И. Я. Франко (1956) | 100-летие со дня рождения украинского писателя И. Я. Франко (1956) | 100-летие со дня рождения украинского писателя И. Я. Франко (1956) |
| №                                                                  | Дата                                                               | ЦФА                                                                | SC                                                                 | Scott                                                              | Michel                                                             | SG                                                                 | Yvert                                                              | Ном.                                                               | Кр.опис‑е                                                          | Изобр-е                                                            |
| ------------------------------------------------------------------ | ------------------------------------------------------------------ | ------------------------------------------------------------------ | ------------------------------------------------------------------ | ------------------------------------------------------------------ | ------------------------------------------------------------------ | ------------------------------------------------------------------ | ------------------------------------------------------------------ | ------------------------------------------------------------------ | ------------------------------------------------------------------ | ------------------------------------------------------------------ |
| 1                                                                  | 1956-08-27Mi                                                       | 1926                                                               | 1838                                                               | 1858                                                               | 1868                                                               | 2003                                                               | 1846                                                               | 40к                                                                | Портрет Франко на фоне героев его произведений                     |                                                                    |
| 2                                                                  | 1956-12-26Mi                                                       | 1927                                                               | 1839                                                               | 1896                                                               | 1904                                                               | 2037                                                               | 1847                                                               | 40к                                                                | Портрет Франко по картине И. И. Труша                              |                                                                    |
| 3                                                                  | 1956-08-27Mi                                                       | 1928                                                               | 1840                                                               | 1859                                                               | 1869                                                               | 2004                                                               | 1848                                                               | 1р                                                                 | Портрет Франко на фоне героев его произведений                     |                                                                    |

## Деятели мировой культуры (международные юбилеи) (1956)
Однолетняя серия почтовых марок СССР с разными датами выпуска посвящена деятелям мировой культуры (международные юбилеи). Эта серия была выпущена в 1956 году (17 октября и 26 декабря).
Три из шести задействованных каталогов (ЦФА, SC, Michel) определили эту фиксированную однолетнюю серию с разными датами выпуска. Остальные каталоги разбили серию на 2 неравные части.
Здесь 10 марок. Первый номер серии ЦФА 1943, дата выпуска марки с первым номером серии 1956-10-17.
| Деятели мировой культуры (международные юбилеи) (1956) | Деятели мировой культуры (международные юбилеи) (1956) | Деятели мировой культуры (международные юбилеи) (1956) | Деятели мировой культуры (международные юбилеи) (1956) | Деятели мировой культуры (международные юбилеи) (1956) | Деятели мировой культуры (международные юбилеи) (1956) | Деятели мировой культуры (международные юбилеи) (1956) | Деятели мировой культуры (международные юбилеи) (1956) | Деятели мировой культуры (международные юбилеи) (1956) | Деятели мировой культуры (международные юбилеи) (1956) | Деятели мировой культуры (международные юбилеи) (1956) |
| №                                                      | Дата                                                   | ЦФА                                                    | SC                                                     | Scott2                                                 | Michel                                                 | SG2                                                    | Yvert2                                                 | Ном.                                                   | Кр.опис‑е                                              | Изобр-е                                                |
| ------------------------------------------------------ | ------------------------------------------------------ | ------------------------------------------------------ | ------------------------------------------------------ | ------------------------------------------------------ | ------------------------------------------------------ | ------------------------------------------------------ | ------------------------------------------------------ | ------------------------------------------------------ | ------------------------------------------------------ | ------------------------------------------------------ |
| 1                                                      | 1956-10-17Mi                                           | 1943                                                   | 1854                                                   | 11881                                                  | 1882                                                   | 12021                                                  | 11863                                                  | 40к                                                    | К 135-летию со дня рождения Ф. М. Достоевского         |                                                        |
| 2                                                      | 1956-10-17Mi                                           | 1944                                                   | 1855                                                   | 11879                                                  | 1883                                                   | 12017                                                  | 11866                                                  | 40к                                                    | К 200-летию со дня рождения В. А. Моцарта              |                                                        |
| 3                                                      | 1956-10-17Mi                                           | 1945                                                   | 1856                                                   | 11883                                                  | 1884                                                   | 12018                                                  | 11862                                                  | 40к                                                    | К 50-летию со дня смерти Пьера Кюри                    |                                                        |
| 4                                                      | 1956-10-17Mi                                           | 1946                                                   | 1857                                                   | 11882                                                  | 1885                                                   | 12020                                                  | 11865                                                  | 40к                                                    | К 50-летию со дня смерти Генрика Ибсена                |                                                        |
| 5                                                      | 1956-10-17Mi                                           | 1947                                                   | 1858                                                   | 11880                                                  | 1886                                                   | 12019                                                  | 11864                                                  | 40к                                                    | К 100-летию со дня смерти Генриха Гейне                |                                                        |
| 6                                                      | 1956-12-26Mi                                           | 1948                                                   | 1859                                                   | 21895                                                  | 1905                                                   | 22019                                                  | 21881                                                  | 40к                                                    | К 1500-летию со времени рождения Калидасы              |                                                        |
| 7                                                      | 1956-10-17Mi                                           | 1949                                                   | 1860                                                   | 11878                                                  | 1887                                                   | 12023                                                  | 11870                                                  | 40к                                                    | К 100-летию со дня рождения Д. Б. Шоу                  |                                                        |
| 8                                                      | 1956-10-17Mi                                           | 1950                                                   | 1861                                                   | 11875                                                  | 1888                                                   | 12022                                                  | 11867                                                  | 40к                                                    | К 250-летию со дня рождения Бенджамина Франклина       |                                                        |
| 9                                                      | 1956-10-17Mi                                           | 1951                                                   | 1862                                                   | 11877                                                  | 1889                                                   | 12025                                                  | 11869                                                  | 40к                                                    | К 350-летию со дня рождения Рембрандта                 |                                                        |
| 10                                                     | 1956-10-17Mi                                           | 1952                                                   | 1863                                                   | 11876                                                  | 1890                                                   | 12024                                                  | 11868                                                  | 40к                                                    | К 450-летию со дня смерти Сэссю                        |                                                        |

## День строителя (1956)
Однолетняя серия почтовых марок СССР с разными датами выпуска посвящена дню строителя. Эта серия была выпущена в 1956 году (12 августа (воскресенье) и 22 октября).
Все шесть задействованных каталогов (ЦФА, SC, Scott, Michel, SG, Yvert) определили эту фиксированную однолетнюю серию с разными датами выпуска.
Здесь 3 марки. Первый номер серии ЦФА 1953, дата выпуска марки с первым номером серии 1956-08-12.
| Деятели мировой культуры (международные юбилеи) (1956) | Деятели мировой культуры (международные юбилеи) (1956) | Деятели мировой культуры (международные юбилеи) (1956) | Деятели мировой культуры (международные юбилеи) (1956) | Деятели мировой культуры (международные юбилеи) (1956) | Деятели мировой культуры (международные юбилеи) (1956) | Деятели мировой культуры (международные юбилеи) (1956) | Деятели мировой культуры (международные юбилеи) (1956) | Деятели мировой культуры (международные юбилеи) (1956) | Деятели мировой культуры (международные юбилеи) (1956) | Деятели мировой культуры (международные юбилеи) (1956) |
| №                                                      | Дата                                                   | ЦФА                                                    | SC                                                     | Scott                                                  | Michel                                                 | SG                                                     | Yvert                                                  | Ном.                                                   | Кр.опис‑е                                              | Изобр-е                                                |
| ------------------------------------------------------ | ------------------------------------------------------ | ------------------------------------------------------ | ------------------------------------------------------ | ------------------------------------------------------ | ------------------------------------------------------ | ------------------------------------------------------ | ------------------------------------------------------ | ------------------------------------------------------ | ------------------------------------------------------ | ------------------------------------------------------ |
| 1                                                      | 1956-08-12Mi                                           | 1953                                                   | 1833                                                   | 1855                                                   | 1864                                                   | 1996                                                   | 1826                                                   | 40к                                                    | Жилищное строительство                                 |                                                        |
| 2                                                      | 1956-10-22Mi (10-23SC)                                 | 1954                                                   | 1834                                                   | 1856                                                   | 1892                                                   | 1997                                                   | 1827                                                   | 60к                                                    | Промышленное строительство                             |                                                        |
| 3                                                      | 1956-10-22Mi (10-23SC)                                 | 1955                                                   | 1835                                                   | 1857                                                   | 1893                                                   | 1998                                                   | 1828                                                   | 1р                                                     | Строительство гидростанции                             |                                                        |

## К 225-летию со дня рождения полководца А. В. Суворова (1956)
Однолетняя серия почтовых марок СССР с разными датами выпуска посвящена 225-летию со дня рождения полководца А. В. Суворова. Эта серия была выпущена в 1956 году (31 января и 17 ноября по сведениям отечественных каталогов, только 17 ноября — по иностранным каталогам).
Все шесть задействованных каталогов (ЦФА, SC, Scott, Michel, SG, Yvert) определили эту фиксированную однолетнюю серию с разными датами выпуска.
Здесь 3 марки одного рисунка, отличающиеся цветом и номиналом. На марках изображён портрет А. В. Суворова (1818, с гравюры Н. Н. Уткина). Первый номер серии ЦФА 1960, дата выпуска марки с первым номером серии 1956-11-17.
| К 225-летию со дня рождения полководца А. В. Суворова (1956) | К 225-летию со дня рождения полководца А. В. Суворова (1956) | К 225-летию со дня рождения полководца А. В. Суворова (1956) | К 225-летию со дня рождения полководца А. В. Суворова (1956) | К 225-летию со дня рождения полководца А. В. Суворова (1956) | К 225-летию со дня рождения полководца А. В. Суворова (1956) | К 225-летию со дня рождения полководца А. В. Суворова (1956) | К 225-летию со дня рождения полководца А. В. Суворова (1956) | К 225-летию со дня рождения полководца А. В. Суворова (1956) | К 225-летию со дня рождения полководца А. В. Суворова (1956) |
| №                                                            | Дата                                                         | ЦФА                                                          | SC                                                           | Scott                                                        | Michel                                                       | SG                                                           | Yvert                                                        | Ном.                                                         | Изобр-е                                                      |
| ------------------------------------------------------------ | ------------------------------------------------------------ | ------------------------------------------------------------ | ------------------------------------------------------------ | ------------------------------------------------------------ | ------------------------------------------------------------ | ------------------------------------------------------------ | ------------------------------------------------------------ | ------------------------------------------------------------ | ------------------------------------------------------------ |
| 1                                                            | 1956-11-17SC                                                 | 1960                                                         | 1771                                                         | 1888                                                         | 1898                                                         | 2031                                                         | 1876                                                         | 40к                                                          |                                                              |
| 2                                                            | 1956-01-31SC (11-17Mi)                                       | 1961                                                         | 1772                                                         | 1889                                                         | 1899                                                         | 2032                                                         | 1877                                                         | 1р                                                           |                                                              |
| 3                                                            | 1956-11-17SC                                                 | 1962                                                         | 1773                                                         | 1890                                                         | 1900                                                         | 2033                                                         | 1878                                                         | 3р                                                           |                                                              |

## 100-летие со дня смерти композитора М. И. Глинки (1957)
Однолетняя серия почтовых марок СССР с разными датами выпуска посвящена 100-летие со дня смерти композитора М. И. Глинки (1804—1857). Эта серия была выпущена в 1957 году (23 февраля и в мае).
Все шесть задействованных каталогов (ЦФА, SC, Scott, Michel, SG, Yvert) определили эту фиксированную однолетнюю серию, причём только каталог Michel определил разные даты выпуска.
Здесь 4 марки. Первый номер серии ЦФА 1979, дата выпуска марки с первым номером серии 1957-02-23.
| 100-летие со дня смерти композитора М. И. Глинки (1957) | 100-летие со дня смерти композитора М. И. Глинки (1957) | 100-летие со дня смерти композитора М. И. Глинки (1957) | 100-летие со дня смерти композитора М. И. Глинки (1957) | 100-летие со дня смерти композитора М. И. Глинки (1957) | 100-летие со дня смерти композитора М. И. Глинки (1957) | 100-летие со дня смерти композитора М. И. Глинки (1957) | 100-летие со дня смерти композитора М. И. Глинки (1957) | 100-летие со дня смерти композитора М. И. Глинки (1957) | 100-летие со дня смерти композитора М. И. Глинки (1957) | 100-летие со дня смерти композитора М. И. Глинки (1957) |
| №                                                       | Дата                                                    | ЦФА                                                     | SC                                                      | Scott                                                   | Michel                                                  | SG                                                      | Yvert                                                   | Ном.                                                    | Кр.опис‑е                                               | Изобр-е                                                 |
| ------------------------------------------------------- | ------------------------------------------------------- | ------------------------------------------------------- | ------------------------------------------------------- | ------------------------------------------------------- | ------------------------------------------------------- | ------------------------------------------------------- | ------------------------------------------------------- | ------------------------------------------------------- | ------------------------------------------------------- | ------------------------------------------------------- |
| 1                                                       | 1957-02-23Mi                                            | 1979                                                    | 1887                                                    | 1907                                                    | 1916A                                                   | 2049                                                    | 1892                                                    | 40к                                                     | Портрет композитора                                     |                                                         |
| 2                                                       | 1957-02-23Mi                                            | 1980                                                    | 1888                                                    | 1908                                                    | 1917A                                                   | 2050                                                    | 1893                                                    | 1р                                                      | Сцена из оперы «Жизнь за царя»                          |                                                         |
| 3                                                       | 1957-05Mi (02-23SC)                                     | 1979A                                                   | 1887A                                                   | 1907                                                    | 1916C                                                   | 2049a                                                   | 1892, 12×12½                                            | 40к                                                     | Портрет композитора                                     |                                                         |
| 4                                                       | 1957-05Mi (02-23SC)                                     | 1980A                                                   | 1888A                                                   | 1908                                                    | 1917C                                                   | 2050a                                                   | 1893, 12×12½                                            | 1р                                                      | Сцена из оперы «Жизнь за царя»                          |                                                         |

## XXIII первенство мира по хоккею в Москве (1957)
Однолетняя серия почтовых марок СССР с разными датами выпуска посвящена XXIII первенство мира по хоккею в Москве. Эта серия была выпущена в 1957 году (24 февраля и в марте).
Все шесть задействованных каталогов (ЦФА, SC, Scott, Michel, SG, Yvert) определили эту фиксированную однолетнюю серию, причём только каталог Michel определил разные даты выпуска.
Здесь 6 марок. Первый номер серии ЦФА 1982, дата выпуска марки с первым номером серии 1957-02-24.
| XXIII первенство мира по хоккею в Москве (1957) | XXIII первенство мира по хоккею в Москве (1957) | XXIII первенство мира по хоккею в Москве (1957) | XXIII первенство мира по хоккею в Москве (1957) | XXIII первенство мира по хоккею в Москве (1957) | XXIII первенство мира по хоккею в Москве (1957) | XXIII первенство мира по хоккею в Москве (1957) | XXIII первенство мира по хоккею в Москве (1957) | XXIII первенство мира по хоккею в Москве (1957) | XXIII первенство мира по хоккею в Москве (1957) | XXIII первенство мира по хоккею в Москве (1957) |
| №                                               | Дата                                            | ЦФА                                             | SC                                              | Scott                                           | Michel                                          | SG                                              | Yvert                                           | Ном.                                            | Кр.опис‑е                                       | Изобр-е                                         |
| ----------------------------------------------- | ----------------------------------------------- | ----------------------------------------------- | ----------------------------------------------- | ----------------------------------------------- | ----------------------------------------------- | ----------------------------------------------- | ----------------------------------------------- | ----------------------------------------------- | ----------------------------------------------- | ----------------------------------------------- |
| 1                                               | 1957-02-24Mi                                    | 1982                                            | 1890                                            | 1910                                            | 1919A                                           | 2052                                            | 1895                                            | 25к                                             | Эмблема первенства                              |                                                 |
| 2                                               | 1957-02-24Mi                                    | 1983                                            | 1891                                            | 1911                                            | 1920A                                           | 2053                                            | 1896                                            | 40к                                             | Хоккеист на льду                                |                                                 |
| 3                                               | 1957-02-24Mi                                    | 1984                                            | 1892                                            | 1912                                            | 1921A                                           | 2054                                            | 1897                                            | 60к                                             | Вратарь                                         |                                                 |
| 4                                               | 1957-03Mi (02-24SC)                             | 1982A                                           | 1890A                                           | 1910                                            | 1919C                                           | 2052a                                           | 1895, 12×12½                                    | 25к                                             | Эмблема первенства                              |                                                 |
| 5                                               | 1957-03Mi (02-24SC)                             | 1983A                                           | 1891A                                           | 1911                                            | 1920C                                           | 2053a                                           | 1896, 12×12½                                    | 40к                                             | Хоккеист на льду                                |                                                 |
| 6                                               | 1957-03Mi (02-24SC)                             | 1984A                                           | 1892A                                           | 1912                                            | 1921C                                           | 2054a                                           | 1897, 12×12½                                    | 60к                                             | Вратарь                                         |                                                 |

## 250-летие со дня рождения математика и физика академика Леонарда Эйлера (1957)
Однолетняя серия почтовых марок СССР с разными датами выпуска посвящена 250-летию со дня рождения математика и физика академика Леонарда Эйлера (1707—1783). Эта серия была выпущена в 1957 году (17 апреля и в июне).
Все шесть задействованных каталогов (ЦФА, SC, Scott, Michel, SG, Yvert) определили эту фиксированную однолетнюю серию, причём только каталог Michel определил разные даты выпуска.
Здесь 2 марки одного рисунка, отличающиеся зубцовкой. На марках изображён портрет Леонарда Эйлера с гравюры Кристиана фон Мехеля, а также петровская Кунсткамера в Петербурге (слева) и здание Академии наук ГДР в Берлине (справа). Первый номер серии ЦФА 2000, дата выпуска марки с первым номером серии 1957-04-17.
| 250-летие со дня рождения математика и физика академика Леонарда Эйлера (1957) | 250-летие со дня рождения математика и физика академика Леонарда Эйлера (1957) | 250-летие со дня рождения математика и физика академика Леонарда Эйлера (1957) | 250-летие со дня рождения математика и физика академика Леонарда Эйлера (1957) | 250-летие со дня рождения математика и физика академика Леонарда Эйлера (1957) | 250-летие со дня рождения математика и физика академика Леонарда Эйлера (1957) | 250-летие со дня рождения математика и физика академика Леонарда Эйлера (1957) | 250-летие со дня рождения математика и физика академика Леонарда Эйлера (1957) | 250-летие со дня рождения математика и физика академика Леонарда Эйлера (1957) | 250-летие со дня рождения математика и физика академика Леонарда Эйлера (1957) |
| №                                                                              | Дата                                                                           | ЦФА                                                                            | SC                                                                             | Scott                                                                          | Michel                                                                         | SG                                                                             | Yvert                                                                          | Ном.                                                                           | Изобр-е                                                                        |
| ------------------------------------------------------------------------------ | ------------------------------------------------------------------------------ | ------------------------------------------------------------------------------ | ------------------------------------------------------------------------------ | ------------------------------------------------------------------------------ | ------------------------------------------------------------------------------ | ------------------------------------------------------------------------------ | ------------------------------------------------------------------------------ | ------------------------------------------------------------------------------ | ------------------------------------------------------------------------------ |
| 1                                                                              | 1957-04-17Mi                                                                   | 2000                                                                           | 1920                                                                           | 1932                                                                           | 1936A                                                                          | 2070                                                                           | 1915, 12½                                                                      | 40к                                                                            |                                                                                |
| 2                                                                              | 1957-06Mi (04-17SC)                                                            | 2000A                                                                          | 1920A                                                                          | 1932                                                                           | 1936C                                                                          | 2070a                                                                          | 1915, 12½×12                                                                   | 40к                                                                            |                                                                                |

## Международная филателистическая выставка «VI Фестиваль — Москва» (1957)
Однолетняя серия почтовых марок СССР с разными датами выпуска посвящена Международной филателистической выставке «VI Фестиваль — Москва», сопутствующей VI Всемирному фестивалю молодёжи и студентов в Москве. Эта серия была выпущена в 1957 году (27 июля и в сентябре).
Все шесть задействованных каталогов (ЦФА, SC, Scott, Michel, SG, Yvert) определили эту фиксированную однолетнюю серию, причём только каталог Michel определил разные даты выпуска.
Здесь 3 марки и блок с 2 марками, все марки одного рисунка, отличающиеся зубцовкой и её наличием. На марках изображено здание Государственной библиотеки СССР имени В. И. Ленина. Первый номер серии ЦФА 2048, дата выпуска марки с первым номером серии 1957-07-27.
| Международная филателистическая выставка «VI Фестиваль — Москва» (1957) | Международная филателистическая выставка «VI Фестиваль — Москва» (1957) | Международная филателистическая выставка «VI Фестиваль — Москва» (1957) | Международная филателистическая выставка «VI Фестиваль — Москва» (1957) | Международная филателистическая выставка «VI Фестиваль — Москва» (1957) | Международная филателистическая выставка «VI Фестиваль — Москва» (1957) | Международная филателистическая выставка «VI Фестиваль — Москва» (1957) | Международная филателистическая выставка «VI Фестиваль — Москва» (1957) | Международная филателистическая выставка «VI Фестиваль — Москва» (1957) | Международная филателистическая выставка «VI Фестиваль — Москва» (1957) |
| №                                                                       | Дата                                                                    | ЦФА                                                                     | SC                                                                      | Scott                                                                   | Michel2                                                                 | SG                                                                      | Yvert                                                                   | Ном.                                                                    | Изобр-е                                                                 |
| ----------------------------------------------------------------------- | ----------------------------------------------------------------------- | ----------------------------------------------------------------------- | ----------------------------------------------------------------------- | ----------------------------------------------------------------------- | ----------------------------------------------------------------------- | ----------------------------------------------------------------------- | ----------------------------------------------------------------------- | ----------------------------------------------------------------------- | ----------------------------------------------------------------------- |
| 1                                                                       | 1957-07-27Mi (07-29SC)                                                  | 2048                                                                    | 1956                                                                    | 1979                                                                    | 11978A                                                                  | 2112                                                                    | 1959                                                                    | 40к                                                                     |                                                                         |
| 2                                                                       | 1957-09Mi (07-27SG, 07-29SC)                                            | 2048A                                                                   | 1956A                                                                   | 1979                                                                    | 11978C                                                                  | 2112a                                                                   | 1959a                                                                   | 40к                                                                     |                                                                         |
| 3                                                                       | 1957-07-27Mi (07-29SC)                                                  | 2049                                                                    | 1957                                                                    | 1979, imperf                                                            | 11978B                                                                  | 2112b                                                                   | 1959b                                                                   | 40к                                                                     |                                                                         |
| 4                                                                       | 1957-07-27Mi (10-20SC)                                                  | 2050                                                                    | Бл 23                                                                   | 1979a                                                                   | 2Block 21                                                               | MS 2112c                                                                | Bloc 22                                                                 | 40к × 2                                                                 |                                                                         |

## 50-летие со дня смерти В. В. Стасова (1957)
Однолетняя серия почтовых марок СССР с разными датами выпуска посвящена 50-летию со дня смерти В. В. Стасова (1824—1906). Эта серия была выпущена в 1957 году (23 сентября и в октябре по сведениям отечественных каталогов, только 23 сентября — по иностранным каталогам).
Все шесть задействованных каталогов (ЦФА, SC, Scott, Michel, SG, Yvert) определили эту фиксированную однолетнюю серию с разными датами выпуска.
Здесь 2 марки одного рисунка, отличающиеся цветом и номиналом. На марках изображён портрет В. В. Стасова (1883) по картине И. Е. Репина. Первый номер серии ЦФА 2057, дата выпуска марки с первым номером серии 1957-09-23.
| 50-летие со дня смерти В. В. Стасова (1957) | 50-летие со дня смерти В. В. Стасова (1957) | 50-летие со дня смерти В. В. Стасова (1957) | 50-летие со дня смерти В. В. Стасова (1957) | 50-летие со дня смерти В. В. Стасова (1957) | 50-летие со дня смерти В. В. Стасова (1957) | 50-летие со дня смерти В. В. Стасова (1957) | 50-летие со дня смерти В. В. Стасова (1957) | 50-летие со дня смерти В. В. Стасова (1957) | 50-летие со дня смерти В. В. Стасова (1957) |
| №                                           | Дата                                        | ЦФА                                         | SC                                          | Scott                                       | Michel                                      | SG                                          | Yvert                                       | Ном.                                        | Изобр-е                                     |
| ------------------------------------------- | ------------------------------------------- | ------------------------------------------- | ------------------------------------------- | ------------------------------------------- | ------------------------------------------- | ------------------------------------------- | ------------------------------------------- | ------------------------------------------- | ------------------------------------------- |
| 1                                           | 1957-09-23Mi (09-20SC)                      | 2057                                        | 1964                                        | 1988                                        | 1988                                        | 2119                                        | 1971                                        | 40к                                         |                                             |
| 2                                           | 1957-09-23Mi (10-07SC)                      | 2058                                        | 1965                                        | 1989                                        | 1989                                        | 2120                                        | 1972                                        | 1р                                          |                                             |

## Международный конкурс имени П. И. Чайковского в Москве (апрель) (1958)
Однолетняя серия почтовых марок СССР с разными датами выпуска посвящена первому Международному конкурсу имени П. И. Чайковского в Москве. Эта серия была выпущена в 1958 году (18 марта и 18 апреля).
Все шесть задействованных каталогов (ЦФА, SC, Scott, Michel, SG, Yvert) определили эту фиксированную однолетнюю серию с разными датами выпуска.
Здесь 7 марок. Первый номер серии ЦФА 2129, дата выпуска марки с первым номером серии 1958-03-18.
| Международный конкурс имени П. И. Чайковского в Москве (апрель) (1958) | Международный конкурс имени П. И. Чайковского в Москве (апрель) (1958) | Международный конкурс имени П. И. Чайковского в Москве (апрель) (1958) | Международный конкурс имени П. И. Чайковского в Москве (апрель) (1958) | Международный конкурс имени П. И. Чайковского в Москве (апрель) (1958) | Международный конкурс имени П. И. Чайковского в Москве (апрель) (1958) | Международный конкурс имени П. И. Чайковского в Москве (апрель) (1958) | Международный конкурс имени П. И. Чайковского в Москве (апрель) (1958) | Международный конкурс имени П. И. Чайковского в Москве (апрель) (1958) | Международный конкурс имени П. И. Чайковского в Москве (апрель) (1958) | Международный конкурс имени П. И. Чайковского в Москве (апрель) (1958) |
| №                                                                      | Дата                                                                   | ЦФА                                                                    | SC                                                                     | Scott                                                                  | Michel                                                                 | SG                                                                     | Yvert                                                                  | Ном.                                                                   | Кр.опис‑е                                                              | Изобр-е                                                                |
| ---------------------------------------------------------------------- | ---------------------------------------------------------------------- | ---------------------------------------------------------------------- | ---------------------------------------------------------------------- | ---------------------------------------------------------------------- | ---------------------------------------------------------------------- | ---------------------------------------------------------------------- | ---------------------------------------------------------------------- | ---------------------------------------------------------------------- | ---------------------------------------------------------------------- | ---------------------------------------------------------------------- |
| 1                                                                      | 1958-03-18Mi (03-23SG)                                                 | 2129                                                                   | 2037                                                                   | 2044                                                                   | 2063A                                                                  | 2181A                                                                  | 2028                                                                   | 40к                                                                    | П. И. Чайковский                                                       |                                                                        |
| 2                                                                      | 1958-03-18Mi (03-23SG)                                                 | 2130                                                                   | 2038                                                                   | 2045                                                                   | 2062A                                                                  | 2182A                                                                  | 2029                                                                   | 40к                                                                    | Сцена из «балета Лебединое озеро»                                      |                                                                        |
| 3                                                                      | 1958-03-18Mi (03-23SG)                                                 | 2131                                                                   | 2039                                                                   | 2046                                                                   | 2061C                                                                  | 2183A                                                                  | 2030a                                                                  | 1р                                                                     | Выступление скрипача                                                   |                                                                        |
| 4                                                                      | 1958-03-18Mi (03-23SG)                                                 | 2131A                                                                  | 2039A                                                                  | 2046                                                                   | 2061A                                                                  | 2183a                                                                  | 2030                                                                   | 1р                                                                     | Выступление скрипача                                                   |                                                                        |
| 5                                                                      | 1958-04-18Mi                                                           | 2132                                                                   | 2040                                                                   | 2044, imperf                                                           | 2063B                                                                  | 2181B                                                                  | 2028, non dentelé                                                      | 40к                                                                    | П. И. Чайковский                                                       |                                                                        |
| 6                                                                      | 1958-04-18Mi                                                           | 2133                                                                   | 2041                                                                   | 2045, imperf                                                           | 2062B                                                                  | 2182B                                                                  | 2029, non dentelé                                                      | 40к                                                                    | Сцена из балета «Лебединое озеро»                                      |                                                                        |
| 7                                                                      | 1958-04-18Mi                                                           | 2134                                                                   | 2042                                                                   | 2046, imperf                                                           | 2061B                                                                  | 2183B                                                                  | 2030, non dentelé                                                      | 40к                                                                    | Выступление скрипача                                                   |                                                                        |

## Всемирная выставка в Брюсселе (Бельгия) (1958)
Однолетняя серия почтовых марок СССР с разными датами выпуска посвящена Всемирной выставке в Брюсселе (Бельгия). Эта серия была выпущена в 1958 году (10 и 14 апреля).
Все шесть задействованных каталогов (ЦФА, SC, Scott, Michel, SG, Yvert) определили эту фиксированную однолетнюю серию, причём только каталоги SC и Michel определили разные даты выпуска.
Здесь 6 марок одного рисунка, отличающиеся номиналом и зубцовкой. На марках изображён советский павильон. Первый номер серии ЦФА 2139, дата выпуска марки с первым номером серии 1958-04-10.
| Всемирная выставка в Брюсселе (Бельгия) (1958) | Всемирная выставка в Брюсселе (Бельгия) (1958) | Всемирная выставка в Брюсселе (Бельгия) (1958) | Всемирная выставка в Брюсселе (Бельгия) (1958) | Всемирная выставка в Брюсселе (Бельгия) (1958) | Всемирная выставка в Брюсселе (Бельгия) (1958) | Всемирная выставка в Брюсселе (Бельгия) (1958) | Всемирная выставка в Брюсселе (Бельгия) (1958) | Всемирная выставка в Брюсселе (Бельгия) (1958) | Всемирная выставка в Брюсселе (Бельгия) (1958) |
| №                                              | Дата                                           | ЦФА                                            | SC                                             | Scott                                          | Michel                                         | SG                                             | Yvert                                          | Ном.                                           | Изобр-е                                        |
| ---------------------------------------------- | ---------------------------------------------- | ---------------------------------------------- | ---------------------------------------------- | ---------------------------------------------- | ---------------------------------------------- | ---------------------------------------------- | ---------------------------------------------- | ---------------------------------------------- | ---------------------------------------------- |
| 1                                              | 1958-04-10Mi                                   | 2139                                           | 2047                                           | 2051, imperf                                   | 2068B                                          | 2188B                                          | 2035, non dentelé                              | 10к                                            |                                                |
| 2                                              | 1958-04-10Mi                                   | 2140                                           | 2048                                           | 2052, imperf                                   | 2069B                                          | 2189B                                          | 2036, non dentelé                              | 40к                                            |                                                |
| 3                                              | 1958-04-14Mi                                   | 2141                                           | 2049                                           | 2051                                           | 2068A                                          | 2188A                                          | 2035                                           | 10к                                            |                                                |
| 4                                              | 1958-04-14Mi                                   | 2141A                                          | 2049A                                          | 2051                                           | 2068C                                          | 2188a                                          | 2035, 12½                                      | 10к                                            |                                                |
| 5                                              | 1958-04-10Mi                                   | 2142                                           | 2050                                           | 2052                                           | 2069A                                          | 2189A                                          | 2036                                           | 40к                                            |                                                |
| 6                                              | 1958-04-10Mi                                   | 2142A                                          | 2050A                                          | 2052                                           | 2069C                                          | 2189a                                          | 2036, 12½                                      | 40к                                            |                                                |

## Совещание министров связи социалистических стран в Москве (1958)
Однолетняя серия почтовых марок СССР с разными датами выпуска посвящена совещанию министров связи социалистических стран в Москве в декабре 1957 года. Эта серия была выпущена в 1958 году (26 мая и в ноябре).
Все шесть задействованных каталогов (ЦФА, SC, Scott, Michel, SG, Yvert) определили эту фиксированную однолетнюю серию, причём только каталог SG отвёл на серию два номера.
Здесь 2 марки одного рисунка, на первой марке флаг Чехословакии нарисован неправильно. На марках изображены государственные флаги социалистических стран. Первый номер серии ЦФА 2157, дата выпуска марки с первым номером серии 1958-05-26.
| Совещание министров связи социалистических стран в Москве (1958) | Совещание министров связи социалистических стран в Москве (1958) | Совещание министров связи социалистических стран в Москве (1958) | Совещание министров связи социалистических стран в Москве (1958) | Совещание министров связи социалистических стран в Москве (1958) | Совещание министров связи социалистических стран в Москве (1958) | Совещание министров связи социалистических стран в Москве (1958) | Совещание министров связи социалистических стран в Москве (1958) | Совещание министров связи социалистических стран в Москве (1958) | Совещание министров связи социалистических стран в Москве (1958) |
| №                                                                | Дата                                                             | ЦФА                                                              | SC                                                               | Scott                                                            | Michel                                                           | SG                                                               | Yvert                                                            | Ном.                                                             | Изобр-е                                                          |
| ---------------------------------------------------------------- | ---------------------------------------------------------------- | ---------------------------------------------------------------- | ---------------------------------------------------------------- | ---------------------------------------------------------------- | ---------------------------------------------------------------- | ---------------------------------------------------------------- | ---------------------------------------------------------------- | ---------------------------------------------------------------- | ---------------------------------------------------------------- |
| 1                                                                | 1958-05-26Mi                                                     | 2157                                                             | 2065                                                             | 2067                                                             | 2084 I                                                           | 2204                                                             | 2051                                                             | 40к                                                              |                                                                  |
| 2                                                                | 1958-11Mi (1958-12SC) (1959Scott)                                | 2157A                                                            | 2065 I                                                           | 2067a                                                            | 2084 II                                                          | 2205                                                             | 2051A                                                            | 40к                                                              |                                                                  |

## VI первенство мира по футболу в Стокгольме (Швеция) (1958)
Однолетняя серия почтовых марок СССР с разными датами выпуска посвящена VI первенству мира по футболу в Стокгольме (Швеция). Эта серия была выпущена в 1958 году (5 июня и в июле).
Все шесть задействованных каталогов (ЦФА, SC, Scott, Michel, SG, Yvert) определили эту фиксированную однолетнюю серию.
Здесь 5 марок двух номиналов и одного рисунка: футболисты на фоне земного шара. Первый номер серии ЦФА 2163, дата выпуска марки с первым номером серии 1958-06-05.
| VI первенство мира по футболу в Стокгольме (Швеция) (1958) | VI первенство мира по футболу в Стокгольме (Швеция) (1958) | VI первенство мира по футболу в Стокгольме (Швеция) (1958) | VI первенство мира по футболу в Стокгольме (Швеция) (1958) | VI первенство мира по футболу в Стокгольме (Швеция) (1958) | VI первенство мира по футболу в Стокгольме (Швеция) (1958) | VI первенство мира по футболу в Стокгольме (Швеция) (1958) | VI первенство мира по футболу в Стокгольме (Швеция) (1958) | VI первенство мира по футболу в Стокгольме (Швеция) (1958) | VI первенство мира по футболу в Стокгольме (Швеция) (1958) |
| №                                                          | Дата                                                       | ЦФА                                                        | SC                                                         | Scott                                                      | Michel                                                     | SG                                                         | Yvert                                                      | Ном.                                                       | Изобр-е                                                    |
| ---------------------------------------------------------- | ---------------------------------------------------------- | ---------------------------------------------------------- | ---------------------------------------------------------- | ---------------------------------------------------------- | ---------------------------------------------------------- | ---------------------------------------------------------- | ---------------------------------------------------------- | ---------------------------------------------------------- | ---------------------------------------------------------- |
| 1                                                          | 1958-06-05Mi                                               | 2163                                                       | 2071                                                       | 2072                                                       | 2089A                                                      | 2210A                                                      | 2056                                                       | 40к                                                        |                                                            |
| 2                                                          | 1958-06-05Mi                                               | 2163A                                                      | 2071A                                                      | 2072                                                       | 2089C                                                      | 2210a                                                      | 2056a                                                      | 40к                                                        |                                                            |
| 3                                                          | 1958-06-05Mi                                               | 2164                                                       | 2072                                                       | 2073                                                       | 2090A                                                      | 2211A                                                      | 2057                                                       | 60к                                                        |                                                            |
| 4                                                          | 1958-07Mi (07-01SC)                                        | 2165                                                       | 2073                                                       | 2072, imperf                                               | 2089B                                                      | 2210B                                                      | 2056, non dentelé                                          | 40к                                                        |                                                            |
| 5                                                          | 1958-07Mi (07-01SC)                                        | 2166                                                       | 2074                                                       | 2073, imperf                                               | 2090B                                                      | 2211B                                                      | 2057, non dentelé                                          | 60к                                                        |                                                            |

## V конгресс Международного союза архитекторов в Москве (1958)
Однолетняя серия почтовых марок СССР с разными датами выпуска посвящена V конгрессу Международного союза архитекторов в Москве. Эта серия была выпущена в 1958 году (8 июля и 8 сентября).
Все шесть задействованных каталогов (ЦФА, SC, Scott, Michel, SG, Yvert) определили эту фиксированную однолетнюю серию.
Здесь 2 марки и блок. Первый номер серии ЦФА 2173, дата выпуска марки с первым номером серии 1958-07-08.
| V конгресс Международного союза архитекторов в Москве (1958) | V конгресс Международного союза архитекторов в Москве (1958) | V конгресс Международного союза архитекторов в Москве (1958) | V конгресс Международного союза архитекторов в Москве (1958) | V конгресс Международного союза архитекторов в Москве (1958) | V конгресс Международного союза архитекторов в Москве (1958) | V конгресс Международного союза архитекторов в Москве (1958) | V конгресс Международного союза архитекторов в Москве (1958) | V конгресс Международного союза архитекторов в Москве (1958) | V конгресс Международного союза архитекторов в Москве (1958) | V конгресс Международного союза архитекторов в Москве (1958) |
| №                                                            | Дата                                                         | ЦФА                                                          | SC                                                           | Scott                                                        | Michel                                                       | SG                                                           | Yvert                                                        | Ном.                                                         | Кр.опис‑е                                                    | Изобр-е                                                      |
| ------------------------------------------------------------ | ------------------------------------------------------------ | ------------------------------------------------------------ | ------------------------------------------------------------ | ------------------------------------------------------------ | ------------------------------------------------------------ | ------------------------------------------------------------ | ------------------------------------------------------------ | ------------------------------------------------------------ | ------------------------------------------------------------ | ------------------------------------------------------------ |
| 1                                                            | 1958-07-08Mi                                                 | 2173                                                         | 2081                                                         | 2079                                                         | 2098                                                         | 2219                                                         | 2065                                                         | 40к                                                          | Цифра «V» на фоне здания МГУ                                 |                                                              |
| 2                                                            | 1958-07-08Mi                                                 | 2174                                                         | 2082                                                         | 2080                                                         | 2099                                                         | 2220                                                         | 2066                                                         | 60к                                                          | Эмблема конгресса                                            |                                                              |
| 3                                                            | 1958-09-08Mi                                                 | 2175                                                         | Бл 26                                                        | 2080a                                                        | Block 26                                                     | MS 2220a                                                     | Bloc 27                                                      | 40к + 60к                                                    | Марки ЦФА 2173 и 2174                                        |                                                              |

## XXI съезд Коммунистической партии Советского Союза (1959)
Однолетняя серия почтовых марок СССР с разными датами выпуска посвящена XXI съезд Коммунистической партии Советского Союза. Эта серия была выпущена в 1958 году (3 и 20 января).
Все шесть задействованных каталогов (ЦФА, SC, Scott, Michel, SG, Yvert) определили эту фиксированную однолетнюю серию, причём только каталоги SC, Michel и SG определили разные даты выпуска.
Здесь 3 марки. Первый номер серии ЦФА 2273, дата выпуска марки с первым номером серии 1959-01-20.
| XXI съезд Коммунистической партии Советского Союза (1959) | XXI съезд Коммунистической партии Советского Союза (1959) | XXI съезд Коммунистической партии Советского Союза (1959) | XXI съезд Коммунистической партии Советского Союза (1959) | XXI съезд Коммунистической партии Советского Союза (1959) | XXI съезд Коммунистической партии Советского Союза (1959) | XXI съезд Коммунистической партии Советского Союза (1959) | XXI съезд Коммунистической партии Советского Союза (1959) | XXI съезд Коммунистической партии Советского Союза (1959) | XXI съезд Коммунистической партии Советского Союза (1959) | XXI съезд Коммунистической партии Советского Союза (1959) |
| №                                                         | Дата                                                      | ЦФА                                                       | SC                                                        | Scott                                                     | Michel                                                    | SG                                                        | Yvert                                                     | Ном.                                                      | Кр.опис‑е                                                 | Изобр-е                                                   |
| --------------------------------------------------------- | --------------------------------------------------------- | --------------------------------------------------------- | --------------------------------------------------------- | --------------------------------------------------------- | --------------------------------------------------------- | --------------------------------------------------------- | --------------------------------------------------------- | --------------------------------------------------------- | --------------------------------------------------------- | --------------------------------------------------------- |
| 1                                                         | 1959-01-20Mi                                              | 2273                                                      | 2184                                                      | 2158                                                      | 2190                                                      | 2300                                                      | 2138                                                      | 40к                                                       | Красное знамя с портретом В. И. Ленина                    |                                                           |
| 2                                                         | 1959-01-20Mi                                              | 2274                                                      | 2185                                                      | 2159                                                      | 2191                                                      | 2301                                                      | 2139                                                      | 60к                                                       | Волжская ГЭС им. В. И. Ленина                             |                                                           |
| 3                                                         | 1959-01-03Mi                                              | 2275                                                      | 2186                                                      | 2160                                                      | 2192                                                      | 2302                                                      | 2140                                                      | 1р                                                        | Советские ИСЗ и космическая ракета                        |                                                           |

## Морской флот СССР. Пассажирские линии (1959)
Однолетняя серия почтовых марок СССР с разными датами выпуска посвящена пассажирским линиям морского флота СССР. Эта серия была выпущена в 1959 году (10 апреля и 29 июля).
Все шесть задействованных каталогов (ЦФА, SC, Scott, Michel, SG, Yvert) определили эту фиксированную однолетнюю серию, каталоги ЦФА, SC, Michel и SG определили разные даты выпуска.
Здесь 6 марок. Первый номер серии ЦФА 2299, дата выпуска марки с первым номером серии 1959-07-29.
| Морской флот СССР. Пассажирские линии (1959) | Морской флот СССР. Пассажирские линии (1959) | Морской флот СССР. Пассажирские линии (1959) | Морской флот СССР. Пассажирские линии (1959) | Морской флот СССР. Пассажирские линии (1959) | Морской флот СССР. Пассажирские линии (1959) | Морской флот СССР. Пассажирские линии (1959) | Морской флот СССР. Пассажирские линии (1959) | Морской флот СССР. Пассажирские линии (1959) | Морской флот СССР. Пассажирские линии (1959)                      | Морской флот СССР. Пассажирские линии (1959) |
| №                                            | Дата                                         | ЦФА                                          | SC                                           | Scott                                        | Michel                                       | SG                                           | Yvert                                        | Ном.                                         | Кр.опис‑е                                                         | Изобр-е                                      |
| -------------------------------------------- | -------------------------------------------- | -------------------------------------------- | -------------------------------------------- | -------------------------------------------- | -------------------------------------------- | -------------------------------------------- | -------------------------------------------- | -------------------------------------------- | ----------------------------------------------------------------- | -------------------------------------------- |
| 1                                            | 1959-07-29Mi (1959-06ЦФА)                    | 2299                                         | 2210                                         | 2181                                         | 2232                                         | 2326                                         | 2163A                                        | 10к                                          | Теплоход «Советский Союз». Владивосток — Петропавловск-Камчатский |                                              |
| 2                                            | 1959-07-29Mi (1959-04ЦФА)                    | 2300                                         | 2211                                         | 2182                                         | 2233                                         | 2327                                         | 2163B                                        | 20к                                          | Теплоход «Феликс Дзержинский». Одесса — Латакия                   |                                              |
| 3                                            | 1959-04-10Mi (1959-04ЦФА)                    | 2301                                         | 2212                                         | 2183                                         | 2217                                         | 2328                                         | 2164                                         | 40к                                          | Дизель-электроход «Россия». Одесса — Батуми                       |                                              |
| 4                                            | 1959-07-29Mi (1959-06ЦФА)                    | 2302                                         | 2213                                         | 2184                                         | 2234                                         | 2329                                         | 2164A                                        | 40к                                          | Теплоход «Кооперация». Мурманск — Тикси                           |                                              |
| 5                                            | 1959-04-10Mi (1959-06ЦФА)                    | 2303                                         | 2214                                         | 2185                                         | 2218                                         | 2330                                         | 2165                                         | 60к                                          | Теплоход «Михаил Калинин». Ленинград — Гавр                       |                                              |
| 6                                            | 1959-07-29Mi (1959-06ЦФА)                    | 2304                                         | 2215                                         | 2186                                         | 2235                                         | 2331                                         | 2165A                                        | 1р                                           | Турбоэлектроход «Балтика». Ленинград — Лондон                     |                                              |

## Выставка достижений советской науки, техники и культуры в Нью-Йорке (США) (1959)
Однолетняя серия почтовых марок СССР с разными датами выпуска посвящена выставке достижений советской науки, техники и культуры в Нью-Йорке (США). Эта серия была выпущена в 1959 году (25 июня и 20 июля).
Все шесть задействованных каталогов (ЦФА, SC, Scott, Michel, SG, Yvert) определили эту фиксированную однолетнюю серию.
Здесь 2 марки и блок с одной маркой, марки имеют разный номинал и одинаковый рисунок: эмблема выстави и здание Колизея в Нью-Йорке, где была открыта выставка. Первый номер серии ЦФА 2316, дата выпуска марки с первым номером серии 1959-06-25.
| Выставка достижений советской науки, техники и культуры в Нью-Йорке (США) (1959) | Выставка достижений советской науки, техники и культуры в Нью-Йорке (США) (1959) | Выставка достижений советской науки, техники и культуры в Нью-Йорке (США) (1959) | Выставка достижений советской науки, техники и культуры в Нью-Йорке (США) (1959) | Выставка достижений советской науки, техники и культуры в Нью-Йорке (США) (1959) | Выставка достижений советской науки, техники и культуры в Нью-Йорке (США) (1959) | Выставка достижений советской науки, техники и культуры в Нью-Йорке (США) (1959) | Выставка достижений советской науки, техники и культуры в Нью-Йорке (США) (1959) | Выставка достижений советской науки, техники и культуры в Нью-Йорке (США) (1959) | Выставка достижений советской науки, техники и культуры в Нью-Йорке (США) (1959) |
| №                                                                                | Дата                                                                             | ЦФА                                                                              | SC                                                                               | Scott                                                                            | Michel                                                                           | SG                                                                               | Yvert                                                                            | Ном.                                                                             | Изобр-е                                                                          |
| -------------------------------------------------------------------------------- | -------------------------------------------------------------------------------- | -------------------------------------------------------------------------------- | -------------------------------------------------------------------------------- | -------------------------------------------------------------------------------- | -------------------------------------------------------------------------------- | -------------------------------------------------------------------------------- | -------------------------------------------------------------------------------- | -------------------------------------------------------------------------------- | -------------------------------------------------------------------------------- |
| 1                                                                                | 1959-06-25Mi                                                                     | 2316                                                                             | 2231                                                                             | 2210                                                                             | 2240                                                                             | 2343                                                                             | 2189                                                                             | 20к                                                                              |                                                                                  |
| 2                                                                                | 1959-06-25Mi                                                                     | 2317                                                                             | 2232                                                                             | 2211                                                                             | 2241                                                                             | 2344                                                                             | 2190                                                                             | 40к                                                                              |                                                                                  |
| 3                                                                                | 1959-07-20Mi                                                                     | 2318                                                                             | Бл 30                                                                            | 2211a                                                                            | Block 28                                                                         | MS 2344a                                                                         | Bloc 29                                                                          | 40к                                                                              |                                                                                  |

## Неделя письма (1959)
Однолетняя серия почтовых марок СССР с разными датами выпуска посвящена неделе письма. Эта серия была выпущена в 1959 году (29 и 30 сентября).
Три из шести задействованных каталогов (ЦФА, SC, Scott, Michel, SG, Yvert) определили эту фиксированную однолетнюю серию, каталоги SC, Michel и SG определили разные даты выпуска.
Здесь 2 марки, имеющие разные номиналы и цвет и одинаковый рисунок: доставка корреспонденции. Первый номер серии ЦФА 2362, дата выпуска марки с первым номером серии 1959-09-29.
| Неделя письма (1959) | Неделя письма (1959) | Неделя письма (1959) | Неделя письма (1959) | Неделя письма (1959) | Неделя письма (1959) | Неделя письма (1959) | Неделя письма (1959) | Неделя письма (1959) | Неделя письма (1959) |
| №                    | Дата                 | ЦФА                  | SC                   | Scott                | Michel               | SG                   | Yvert                | Ном.                 | Изобр-е              |
| -------------------- | -------------------- | -------------------- | -------------------- | -------------------- | -------------------- | -------------------- | -------------------- | -------------------- | -------------------- |
| 1                    | 1959-09-29Mi         | 2362                 | 2277                 | 2239                 | 2268                 | 2380                 | 2224                 | 40к                  |                      |
| 2                    | 1959-09-30Mi         | 2363                 | 2278                 | 2240                 | 2269                 | 2381                 | 2225                 | 60к                  |                      |

## Пейзажи СССР (1959)
Однолетняя серия почтовых марок СССР с разными датами выпуска посвящена пейзажам СССР. Эта серия была выпущена в 1959 году (15 и 30 декабря).
Три из шести задействованных каталогов (ЦФА, SC, Scott, Michel, SG, Yvert) определили эту фиксированную однолетнюю серию, каталоги SC, Michel и SG определили разные даты выпуска.
Здесь 9 марок. Первый номер серии ЦФА 2381, дата выпуска марки с первым номером серии 1959-12-15.
| Пейзажи СССР (1959) | Пейзажи СССР (1959) | Пейзажи СССР (1959) | Пейзажи СССР (1959) | Пейзажи СССР (1959) | Пейзажи СССР (1959) | Пейзажи СССР (1959) | Пейзажи СССР (1959) | Пейзажи СССР (1959) | Пейзажи СССР (1959)              | Пейзажи СССР (1959) |
| №                   | Дата                | ЦФА                 | SC                  | Scott               | Michel              | SG                  | Yvert               | Ном.                | Кр.опис‑е                        | Изобр-е             |
| ------------------- | ------------------- | ------------------- | ------------------- | ------------------- | ------------------- | ------------------- | ------------------- | ------------------- | -------------------------------- | ------------------- |
| 1                   | 1959-12-15Mi        | 2381                | 2296                | 2272                | 2300                | 2399                | 2243                | 10к                 | Урал. Река Чусовая               |                     |
| 2                   | 1959-12-30Mi        | 2382                | 2297                | 2273                | 2301                | 2400                | 2244                | 10к                 | Кавказ. Озеро Рица               |                     |
| 3                   | 1959-12-15Mi        | 2383                | 2298                | 2274                | 2302                | 2401                | 2245                | 25к                 | Сибирь. Река Лена                |                     |
| 4                   | 1959-12-30Mi        | 2384                | 2299                | 2275                | 2304                | 2403                | 2247                | 25к                 | Приморский край                  |                     |
| 5                   | 1959-12-30Mi        | 2385                | 2300                | 2276                | 2303                | 2402                | 2246                | 25к                 | Средняя Азия. Озеро Искандеркуль |                     |
| 6                   | 1959-12-15Mi        | 2386                | 2301                | 2277                | 2305                | 2404                | 2248                | 40к                 | Озеро Байкал                     |                     |
| 7                   | 1959-12-30Mi        | 2387                | 2302                | 2278                | 2306                | 2405                | 2249                | 60к                 | Алтай. Район горы Белухи         |                     |
| 8                   | 1959-12-30Mi        | 2388                | 2303                | 2280                | 2308                | 2407                | 2251                | 1р                  | Крым. Район Гурзуфа              |                     |
| 9                   | 1959-12-30Mi        | 2389                | 2304                | 2279                | 2307                | 2406                | 2250                | 1р                  | Хибинские горы                   |                     |

## За всеобщее и полное разоружение! (1960)
Однолетняя серия почтовых марок СССР с разными датами выпуска посвящена всеобщему и полному разоружению. Эта серия была выпущена в 1960 году (8 марта и 8 октября).
Все шесть задействованных каталогов (ЦФА, SC, Scott, Michel, SG, Yvert) определили эту фиксированную однолетнюю серию.
Здесь 1 марка и блок с одной маркой, марки имеют одинаковый рисунок: скульптура К. В. Вучетича «Перекуем мечи на орала». Первый номер серии ЦФА 2406, дата выпуска марки с первым номером серии 1960-03-08.
| За всеобщее и полное разоружение! (1960) | За всеобщее и полное разоружение! (1960) | За всеобщее и полное разоружение! (1960) | За всеобщее и полное разоружение! (1960) | За всеобщее и полное разоружение! (1960) | За всеобщее и полное разоружение! (1960) | За всеобщее и полное разоружение! (1960) | За всеобщее и полное разоружение! (1960) | За всеобщее и полное разоружение! (1960) | За всеобщее и полное разоружение! (1960) |
| №                                        | Дата                                     | ЦФА                                      | SC                                       | Scott                                    | Michel                                   | SG                                       | Yvert                                    | Ном.                                     | Изобр-е                                  |
| ---------------------------------------- | ---------------------------------------- | ---------------------------------------- | ---------------------------------------- | ---------------------------------------- | ---------------------------------------- | ---------------------------------------- | ---------------------------------------- | ---------------------------------------- | ---------------------------------------- |
| 1                                        | 1960-03-08Mi                             | 2406                                     | 2321                                     | 2305                                     | 2326                                     | 2423                                     | 2265                                     | 40к                                      |                                          |
| 2                                        | 1960-10-08Mi                             | 2407                                     | Бл 31                                    | 2305a                                    | Block 29                                 | MS 2423a                                 | Bloc 30                                  | 40к                                      |                                          |

## Флора СССР (1960)
Однолетняя серия почтовых марок СССР с разными датами выпуска посвящена флоре СССР. Эта серия была выпущена в 1960 году (24 ноября и 13 декабря).
Все шесть задействованных каталогов (ЦФА, SC, Scott, Michel, SG, Yvert) определили эту фиксированную однолетнюю серию, каталоги SC и Michel определили разные даты выпуска.
Здесь 8 марок. Первый номер серии ЦФА 2494, дата выпуска марки с первым номером серии 1960-11-24.
| Флора СССР (1960) | Флора СССР (1960) | Флора СССР (1960) | Флора СССР (1960) | Флора СССР (1960) | Флора СССР (1960) | Флора СССР (1960) | Флора СССР (1960) | Флора СССР (1960) | Флора СССР (1960)                                    | Флора СССР (1960) |
| №                 | Дата              | ЦФА               | SC                | Scott             | Michel            | SG                | Yvert             | Ном.              | Кр.опис‑е                                            | Изобр-е           |
| ----------------- | ----------------- | ----------------- | ----------------- | ----------------- | ----------------- | ----------------- | ----------------- | ----------------- | ---------------------------------------------------- | ----------------- |
| 1                 | 1960-11-24Mi      | 2494              | 2409              | 2409              | 2418              | 2507              | 2351              | 20к               | Тюльпан Кауфмана (лат. Tulipa kaufmanniana)          |                   |
| 2                 | 1960-12-13Mi      | 2495              | 2410              | 2408              | 2419              | 2508              | 2352              | 20к               | Безвременник великолепный (лат. Cólchicum speciósum) |                   |
| 3                 | 1960-12-13Mi      | 2496              | 2411              | 2410              | 2420              | 2509              | 2353              | 25к               | Купальница азиатская (лат. Trollius asiaticus)       |                   |
| 4                 | 1960-11-24Mi      | 2497              | 2412              | 2411              | 2421              | 2510              | 2355              | 40к               | Тюльпан Грейга (лат. Túlipa gréigii)                 |                   |
| 5                 | 1960-12-13Mi      | 2498              | 2413              | 2412              | 2422              | 2511              | 2354              | 40к               | Женьшень обыкновенный (лат. Panax ginseng)           |                   |
| 6                 | 1960-12-13Mi      | 2499              | 2414              | 2413              | 2424              | 2513              | 2357              | 60к               | Ирис Кемпфера (лат. Iris ensata)                     |                   |
| 7                 | 1960-11-24Mi      | 2500              | 2415              | 2414              | 2423              | 2512              | 2356              | 60к               | Зверобой большой (лат. Hypericum ascyron)            |                   |
| 8                 | 1960-12-13Mi      | 2501              | 2416              | 2415              | 2425              | 2514              | 2358              | 1р                | Шиповник собачий (лат. Rósa canína)                  |                   |

## 40-летие ленинского плана ГОЭЛРО (1961)
Однолетняя серия почтовых марок СССР с разными датами выпуска посвящена 40-летию ленинского плана ГОЭЛРО. Эта серия была выпущена в 1961 году (15 января и 20 февраля).
Все шесть задействованных каталогов (ЦФА, SC, Scott, Michel, SG, Yvert) определили эту фиксированную однолетнюю серию, каталоги ЦФА, SC, Michel и SG определили разные даты выпуска.
Здесь 3 марки, имеющие разные номиналы, цвет и зубцовку и одинаковый рисунок: портрет В. И. Ленина и генеральная карта электрификации СССР. Первый номер серии ЦФА 2538, дата выпуска марки с первым номером серии 1961-01-15.
| 40-летие ленинского плана ГОЭЛРО (1961) | 40-летие ленинского плана ГОЭЛРО (1961) | 40-летие ленинского плана ГОЭЛРО (1961) | 40-летие ленинского плана ГОЭЛРО (1961) | 40-летие ленинского плана ГОЭЛРО (1961) | 40-летие ленинского плана ГОЭЛРО (1961) | 40-летие ленинского плана ГОЭЛРО (1961) | 40-летие ленинского плана ГОЭЛРО (1961) | 40-летие ленинского плана ГОЭЛРО (1961) | 40-летие ленинского плана ГОЭЛРО (1961) |
| №                                       | Дата                                    | ЦФА                                     | SC                                      | Scott                                   | Michel                                  | SG                                      | Yvert                                   | Ном.                                    | Изобр-е                                 |
| --------------------------------------- | --------------------------------------- | --------------------------------------- | --------------------------------------- | --------------------------------------- | --------------------------------------- | --------------------------------------- | --------------------------------------- | --------------------------------------- | --------------------------------------- |
| 1                                       | 1961-01-15Mi                            | 2538                                    | 2448                                    | 2427                                    | 2451                                    | 2551                                    | 2384                                    | 4к                                      |                                         |
| 2                                       | 1961-02-20Mi                            | 2539                                    | 2449                                    | 2428                                    | 2452A                                   | 2552                                    | 2385                                    | 10к                                     |                                         |
| 3                                       | 1961-02-20Mi                            | 2539A                                   | 2449A                                   | 2428                                    | 2452C                                   | 2552                                    | 2385a                                   | 10к                                     |                                         |

## Советская АМС «Венера-1» (запущена 12/II 1961) (1961)
Однолетняя серия почтовых марок СССР с разными датами выпуска посвящена советской АМС «Венера-1» (запущена 12/II 1961). Эта серия была выпущена в 1961 году (7 и 26 апреля).
Все шесть задействованных каталогов (ЦФА, SC, Scott, Michel, SG, Yvert) определили эту фиксированную однолетнюю серию, каталоги SC, Michel и SG определили разные даты выпуска.
Здесь 4 марки. Первый номер серии ЦФА 2556, дата выпуска марки с первым номером серии 1961-04-07.
| Советская АМС «Венера-1» (запущена 12/II 1961) (1961) | Советская АМС «Венера-1» (запущена 12/II 1961) (1961) | Советская АМС «Венера-1» (запущена 12/II 1961) (1961) | Советская АМС «Венера-1» (запущена 12/II 1961) (1961) | Советская АМС «Венера-1» (запущена 12/II 1961) (1961) | Советская АМС «Венера-1» (запущена 12/II 1961) (1961) | Советская АМС «Венера-1» (запущена 12/II 1961) (1961) | Советская АМС «Венера-1» (запущена 12/II 1961) (1961) | Советская АМС «Венера-1» (запущена 12/II 1961) (1961) | Советская АМС «Венера-1» (запущена 12/II 1961) (1961) | Советская АМС «Венера-1» (запущена 12/II 1961) (1961) |
| №                                                     | Дата                                                  | ЦФА                                                   | SC                                                    | Scott                                                 | Michel                                                | SG                                                    | Yvert                                                 | Ном.                                                  | Кр.опис‑е                                             | Изобр-е                                               |
| ----------------------------------------------------- | ----------------------------------------------------- | ----------------------------------------------------- | ----------------------------------------------------- | ----------------------------------------------------- | ----------------------------------------------------- | ----------------------------------------------------- | ----------------------------------------------------- | ----------------------------------------------------- | ----------------------------------------------------- | ----------------------------------------------------- |
| 1                                                     | 1961-04-07Mi                                          | 2556                                                  | 2464                                                  | 2456                                                  | 2468A                                                 | 2571                                                  | 2399                                                  | 6к                                                    | Космическая ракета на фоне земного шара               |                                                       |
| 2                                                     | 1961-04-07Mi                                          | 2556A                                                 | 2464A                                                 | 2456                                                  | 2468C                                                 | 2571                                                  | 2399a                                                 | 6к                                                    | Космическая ракета на фоне земного шара               |                                                       |
| 3                                                     | 1961-04-26Mi                                          | 2557                                                  | 2465                                                  | 2457                                                  | 2469A                                                 | 2572                                                  | 2400                                                  | 10к                                                   | Схема полёта к Венере и общий вид АМС                 |                                                       |
| 4                                                     | 1961-04-26Mi                                          | 2557A                                                 | 2465A                                                 | 2457                                                  | 2469C                                                 | 2572                                                  | 2400a                                                 | 10к                                                   | Схема полёта к Венере и общий вид АМС                 |                                                       |

## Второй орбитальный полёт человека в космос (1961)
Однолетняя серия почтовых марок СССР с разными датами выпуска посвящена второму орбитальному полёту человека в космос. Эта серия была выпущена в 1961 году (8 августа и 15 сентября).
Все шесть задействованных каталогов (ЦФА, SC, Scott, Michel, SG, Yvert) определили эту фиксированную однолетнюю серию, каталоги SC и Michel определили разные даты выпуска.
Здесь 4 марки. Первый номер серии ЦФА 2603, дата выпуска марки с первым номером серии 1961-08-08.
| Второй орбитальный полёт человека в космос (1961) | Второй орбитальный полёт человека в космос (1961) | Второй орбитальный полёт человека в космос (1961) | Второй орбитальный полёт человека в космос (1961) | Второй орбитальный полёт человека в космос (1961) | Второй орбитальный полёт человека в космос (1961) | Второй орбитальный полёт человека в космос (1961) | Второй орбитальный полёт человека в космос (1961) | Второй орбитальный полёт человека в космос (1961) | Второй орбитальный полёт человека в космос (1961) | Второй орбитальный полёт человека в космос (1961) |
| №                                                 | Дата                                              | ЦФА                                               | SC                                                | Scott                                             | Michel                                            | SG                                                | Yvert                                             | Ном.                                              | Кр.опис‑е                                         | Изобр-е                                           |
| ------------------------------------------------- | ------------------------------------------------- | ------------------------------------------------- | ------------------------------------------------- | ------------------------------------------------- | ------------------------------------------------- | ------------------------------------------------- | ------------------------------------------------- | ------------------------------------------------- | ------------------------------------------------- | ------------------------------------------------- |
| 1                                                 | 1961-08-08Mi                                      | 2603                                              | 2512                                              | 2509                                              | 2521A                                             | 2622A                                             | 2452                                              | 4к                                                | Лётчик-космонавт у пульта управления              |                                                   |
| 2                                                 | 1961-08-08Mi                                      | 2604                                              | 2513                                              | 2510                                              | 2522A                                             | 2623A                                             | 2453                                              | 6к                                                | Лётчик-космонавт СССР Г. С. Титов                 |                                                   |
| 3                                                 | 1961-09-15Mi                                      | 2605                                              | 2514                                              | 2509, imperf                                      | 2521B                                             | 2622B                                             | 2452a                                             | 4к                                                | Лётчик-космонавт у пульта управления              |                                                   |
| 4                                                 | 1961-09-15Mi                                      | 2606                                              | 2515                                              | 2510, imperf                                      | 2522B                                             | 2623B                                             | 2453a                                             | 6к                                                | Лётчик-космонавт СССР Г. С. Титов                 |                                                   |

## Учиться, работать и жить по-коммунистически (1961)
Однолетняя серия почтовых марок СССР с разными датами выпуска посвящена «Моральному кодексу строителя коммунизма». Эта серия была выпущена в 1961 году (28 сентября и 27 ноября).
Все шесть задействованных каталогов (ЦФА, SC, Scott, Michel, SG, Yvert) определили эту фиксированную однолетнюю серию, каталоги ЦФА, SC, Michel и SG определили разные даты выпуска.
Здесь 3 марки. Первый номер серии ЦФА 2626, дата выпуска марки с первым номером серии 1961-11-27.
| Учиться, работать и жить по-коммунистически (1961) | Учиться, работать и жить по-коммунистически (1961) | Учиться, работать и жить по-коммунистически (1961) | Учиться, работать и жить по-коммунистически (1961) | Учиться, работать и жить по-коммунистически (1961) | Учиться, работать и жить по-коммунистически (1961) | Учиться, работать и жить по-коммунистически (1961) | Учиться, работать и жить по-коммунистически (1961) | Учиться, работать и жить по-коммунистически (1961) | Учиться, работать и жить по-коммунистически (1961) | Учиться, работать и жить по-коммунистически (1961) |
| №                                                  | Дата                                               | ЦФА                                                | SC                                                 | Scott                                              | Michel                                             | SG                                                 | Yvert                                              | Ном.                                               | Кр.опис‑е                                          | Изобр-е                                            |
| -------------------------------------------------- | -------------------------------------------------- | -------------------------------------------------- | -------------------------------------------------- | -------------------------------------------------- | -------------------------------------------------- | -------------------------------------------------- | -------------------------------------------------- | -------------------------------------------------- | -------------------------------------------------- | -------------------------------------------------- |
| 1                                                  | 1961-11-27Mi                                       | 2626                                               | 2539                                               | 2530                                               | 2553                                               | 2632                                               | 2463                                               | 2к                                                 | Молодёжь на производстве                           |                                                    |
| 2                                                  | 1961-09-28Mi                                       | 2627                                               | 2540                                               | 2531                                               | 2537                                               | 2633                                               | 2464                                               | 3к                                                 | Учёба                                              |                                                    |
| 3                                                  | 1961-09-28Mi                                       | 2628                                               | 2541                                               | 2532                                               | 2538                                               | 2633                                               | 2465                                               | 4к                                                 | Отдых. У рояля                                     |                                                    |

## Молодёжь на ударных стройках семилетки (1961)
Однолетняя серия почтовых марок СССР с разными датами выпуска посвящена молодёжи на ударных стройках семилетки. Эта серия была выпущена в 1961 году (27 ноября и 30 декабря).
Все шесть задействованных каталогов (ЦФА, SC, Scott, Michel, SG, Yvert) определили эту фиксированную однолетнюю серию, каталоги ЦФА, SC, Michel и SG определили разные даты выпуска.
Здесь 3 марки. Первый номер серии ЦФА 2642, дата выпуска марки с первым номером серии 1961-11-27.
| Молодёжь на ударных стройках семилетки (1961) | Молодёжь на ударных стройках семилетки (1961) | Молодёжь на ударных стройках семилетки (1961) | Молодёжь на ударных стройках семилетки (1961) | Молодёжь на ударных стройках семилетки (1961) | Молодёжь на ударных стройках семилетки (1961) | Молодёжь на ударных стройках семилетки (1961) | Молодёжь на ударных стройках семилетки (1961) | Молодёжь на ударных стройках семилетки (1961) | Молодёжь на ударных стройках семилетки (1961)            | Молодёжь на ударных стройках семилетки (1961) |
| №                                             | Дата                                          | ЦФА                                           | SC                                            | Scott                                         | Michel                                        | SG                                            | Yvert                                         | Ном.                                          | Кр.опис‑е                                                | Изобр-е                                       |
| --------------------------------------------- | --------------------------------------------- | --------------------------------------------- | --------------------------------------------- | --------------------------------------------- | --------------------------------------------- | --------------------------------------------- | --------------------------------------------- | --------------------------------------------- | -------------------------------------------------------- | --------------------------------------------- |
| 1                                             | 1961-11-27Mi                                  | 2642                                          | 2556                                          | 2552                                          | 2555                                          | 2649                                          | 2481                                          | 3к                                            | Монтажники за работой                                    |                                               |
| 2                                             | 1961-11-27Mi                                  | 2643                                          | 2557                                          | 2553                                          | 2556                                          | 2650                                          | 2482                                          | 4к                                            | Электросварщики на стройке нефтеперерабатывающего завода |                                               |
| 3                                             | 1961-12-30Mi                                  | 2644                                          | 2558                                          | 2554                                          | 2569                                          | 2651                                          | 2483                                          | 6к                                            | Нивелировка строительной площадки                        |                                               |

## Учёные народов СССР (1962)
Однолетняя серия почтовых марок СССР с разными датами выпуска посвящена учёные народов СССР. Эта серия была выпущена в 1962 году (25 января и 16 июля).
Только два из шести задействованных каталогов (ЦФА, Michel) определили эту достаточно определённую однолетнюю серию, все каталоги определили разные даты выпуска.
Здесь 2 марки. Первый номер серии ЦФА 2654, дата выпуска марки с первым номером серии 1962-01-25.
| Учёные народов СССР (1962) | Учёные народов СССР (1962) | Учёные народов СССР (1962) | Учёные народов СССР (1962) | Учёные народов СССР (1962) | Учёные народов СССР (1962) | Учёные народов СССР (1962) | Учёные народов СССР (1962) | Учёные народов СССР (1962) | Учёные народов СССР (1962)               | Учёные народов СССР (1962) |
| №                          | Дата                       | ЦФА                        | SC2                        | Scott2                     | Michel                     | SG2                        | Yvert2                     | Ном.                       | Кр.опис‑е                                | Изобр-е                    |
| -------------------------- | -------------------------- | -------------------------- | -------------------------- | -------------------------- | -------------------------- | -------------------------- | -------------------------- | -------------------------- | ---------------------------------------- | -------------------------- |
| 1                          | 1962-01-25Mi               | 2654                       | 12567                      | 12558                      | 2571                       | 12659                      | 12492                      | 4к                         | Электротехник М. О. Доливо-Добровольский |                            |
| 2                          | 1962-07-16Mi               | 2655                       | 22627                      | 22618                      | 2627                       | 22716                      | 22541                      | 4к                         | Химик Н. Зинин                           |                            |

## В СССР малярия побеждена! (1962)
Однолетняя серия почтовых марок СССР с разными датами выпуска посвящена победе над малярией в СССР. Эта серия была выпущена в 1962 году (6 мая и 23 июня).
Все шесть задействованных каталогов (ЦФА, SC, Scott, Michel, SG, Yvert) определили эту фиксированную однолетнюю серию, каталоги ЦФА, SC, Scott, Michel и SG определили даты выпусков.
Здесь 3 марки одного рисунка, отличающиеся номиналом, цветом и отсутствием зубцов. На марках изображены эмблема Всемирной организации здравоохранения ООН и малярийный комар. Первый номер серии ЦФА 2686, дата выпуска марки с первым номером серии 1962‑05‑06.
| В СССР малярия побеждена! (1962) | В СССР малярия побеждена! (1962) | В СССР малярия побеждена! (1962) | В СССР малярия побеждена! (1962) | В СССР малярия побеждена! (1962) | В СССР малярия побеждена! (1962) | В СССР малярия побеждена! (1962) | В СССР малярия побеждена! (1962) | В СССР малярия побеждена! (1962) | В СССР малярия побеждена! (1962) |
| №                                | Дата                             | ЦФА                              | SC                               | Scott                            | Michel                           | SG                               | Yvert                            | Ном.                             | Изобр-е                          |
| -------------------------------- | -------------------------------- | -------------------------------- | -------------------------------- | -------------------------------- | -------------------------------- | -------------------------------- | -------------------------------- | -------------------------------- | -------------------------------- |
| 1                                | 1962-05-06Mi                     | 2686                             | 2598                             | 2594                             | 2599                             | 2687                             | 2519                             | 4к                               |                                  |
| 2                                | 1962-06-23Mi                     | 2687                             | 2599                             | 2595                             | 2610A                            | 2688                             | 2519A                            | 6к                               |                                  |
| 3                                | 1962-06-23Mi                     | 2688                             | 2600                             | 2595, imperf                     | 2610B                            | 2688a                            | 2519Aa                           | 6к                               |                                  |

## Годовщина полёта Германа Титова в космос (1962)
Однолетняя серия почтовых марок СССР с разными датами выпуска посвящена годовщине полёта Германа Титова в космос. Эта серия была выпущена в 1962 году (6 и 7 августа).
Все шесть задействованных каталогов (ЦФА, SC, Scott, Michel, SG, Yvert) определили эту фиксированную однолетнюю серию, каталоги SC, Scott и Michel определили даты выпусков.
Здесь 4 марки одного рисунка, отличающиеся цветом и отсутствием зубцов. На марках символически изображён Космический корабль на фоне земного шара. Первый номер серии ЦФА 2719, дата выпуска марки с первым номером серии 1962-08-06.
| Годовщина полёта Германа Титова в космос (1962) | Годовщина полёта Германа Титова в космос (1962) | Годовщина полёта Германа Титова в космос (1962) | Годовщина полёта Германа Титова в космос (1962) | Годовщина полёта Германа Титова в космос (1962) | Годовщина полёта Германа Титова в космос (1962) | Годовщина полёта Германа Титова в космос (1962) | Годовщина полёта Германа Титова в космос (1962) | Годовщина полёта Германа Титова в космос (1962) | Годовщина полёта Германа Титова в космос (1962) |
| №                                               | Дата                                            | ЦФА                                             | SC                                              | Scott                                           | Michel                                          | SG                                              | Yvert                                           | Ном.                                            | Изобр-е                                         |
| ----------------------------------------------- | ----------------------------------------------- | ----------------------------------------------- | ----------------------------------------------- | ----------------------------------------------- | ----------------------------------------------- | ----------------------------------------------- | ----------------------------------------------- | ----------------------------------------------- | ----------------------------------------------- |
| 1                                               | 1962-08-06Mi                                    | 2719                                            | 2632                                            | 2623, imperf                                    | 2632B                                           | 2722B                                           | 2545, non dentelé                               | 10к                                             |                                                 |
| 2                                               | 1962-08-06Mi                                    | 2720                                            | 2633                                            | 2622, imperf                                    | 2633B                                           | 2721B                                           | 2546, non dentelé                               | 10к                                             |                                                 |
| 3                                               | 1962-08-07Mi                                    | 2721                                            | 2634                                            | 2623                                            | 2632A                                           | 2722A                                           | 2545                                            | 10к                                             |                                                 |
| 4                                               | 1962-08-07Mi                                    | 2722                                            | 2635                                            | 2622                                            | 2633A                                           | 2721A                                           | 2546                                            | 10к                                             |                                                 |

## Советская АМС «Марс-1» (1962)
Однолетняя серия почтовых марок СССР с разными датами выпуска посвящена советской автоматической межпланетной станции (АМС) «Марс-1». Эта серия была выпущена в 1962 году (13, 14 августа, 30, 31 октября и 24, 27 ноября).
Четыре из шести задействованных каталогов (ЦФА, Michel, SG, Yvert) определили эту фиксированную однолетнюю серию, каталоги SC, Scott, Michel и SG определили даты выпусков.
Здесь 2 марки. Первый номер серии ЦФА 2766, дата выпуска марки с первым номером серии 1962-11-03.
| Советская АМС «Марс-1» (1962) | Советская АМС «Марс-1» (1962) | Советская АМС «Марс-1» (1962) | Советская АМС «Марс-1» (1962) | Советская АМС «Марс-1» (1962) | Советская АМС «Марс-1» (1962) | Советская АМС «Марс-1» (1962) | Советская АМС «Марс-1» (1962) | Советская АМС «Марс-1» (1962) | Советская АМС «Марс-1» (1962)                  | Советская АМС «Марс-1» (1962) |
| №                             | Дата                          | ЦФА                           | SC2                           | Scott2                        | Michel                        | SG                            | Yvert                         | Ном.                          | Кр.опис‑е                                      | Изобр-е                       |
| ----------------------------- | ----------------------------- | ----------------------------- | ----------------------------- | ----------------------------- | ----------------------------- | ----------------------------- | ----------------------------- | ----------------------------- | ---------------------------------------------- | ----------------------------- |
| 1                             | 1962-11-03Mi (11-02SG)        | 2766                          | 12679                         | 12662                         | 2672                          | 2761                          | 2587                          | 10к                           | Скульптурная композиция «В Космос»! Надпечатка |                               |
| 2                             | 1962-11-17Mi                  | 2767                          | 22683                         | 22666                         | 2676                          | 2765                          | 2588                          | 10к                           | Отделение АМС от ракеты-носителя, Земля, Марс  |                               |

## Решения XXII съезда КПСС — в жизнь! (1962)
Однолетняя серия почтовых марок СССР с разными датами выпуска посвящена решениям XXII съезда КПСС. Эта серия была выпущена в 1962 году (19 ноября и 28 декабря).
Все шесть задействованных каталогов (ЦФА, SC, Scott, Michel, SG, Yvert) определили эту фиксированную однолетнюю серию, каталоги ЦФА, SC, Scott, Michel и SG определили даты выпусков.
Здесь 9 марок. Первый номер серии ЦФА 2771, дата выпуска марки с первым номером серии 1962-12-28.
| Решения XXII съезда КПСС — в жизнь! (1962) | Решения XXII съезда КПСС — в жизнь! (1962) | Решения XXII съезда КПСС — в жизнь! (1962) | Решения XXII съезда КПСС — в жизнь! (1962) | Решения XXII съезда КПСС — в жизнь! (1962) | Решения XXII съезда КПСС — в жизнь! (1962) | Решения XXII съезда КПСС — в жизнь! (1962) | Решения XXII съезда КПСС — в жизнь! (1962) | Решения XXII съезда КПСС — в жизнь! (1962) | Решения XXII съезда КПСС — в жизнь! (1962) | Решения XXII съезда КПСС — в жизнь! (1962) |
| №                                          | Дата                                       | ЦФА                                        | SC                                         | Scott                                      | Michel                                     | SG                                         | Yvert                                      | Ном.                                       | Кр.опис‑е                                  | Изобр-е                                    |
| ------------------------------------------ | ------------------------------------------ | ------------------------------------------ | ------------------------------------------ | ------------------------------------------ | ------------------------------------------ | ------------------------------------------ | ------------------------------------------ | ------------------------------------------ | ------------------------------------------ | ------------------------------------------ |
| 1                                          | 1962-12-28Mi                               | 2771                                       | 2687                                       | 2673                                       | 2695                                       | 2772                                       | 2599                                       | 4к                                         | Чёрная металлургия                         |                                            |
| 2                                          | 1962-11-19Mi                               | 2772                                       | 2684                                       | 2668                                       | 2678                                       | 2767                                       | 2593                                       | 4к                                         | Машиностроение                             |                                            |
| 3                                          | 1962-11-19Mi                               | 2773                                       | 2685                                       | 2667                                       | 2677                                       | 2768                                       | 2594                                       | 4к                                         | Электроэнергия                             |                                            |
| 4                                          | 1962-11-19Mi                               | 2774                                       | 2686                                       | 2669                                       | 2679                                       | 2766                                       | 2592                                       | 4к                                         | Химия                                      |                                            |
| 5                                          | 1962-12-28Mi                               | 2775                                       | 2688                                       | 2670                                       | 2698                                       | 2770                                       | 2600                                       | 4к                                         | Цемент                                     |                                            |
| 6                                          | 1962-12-28Mi                               | 2776                                       | 2689                                       | 2671                                       | 2699                                       | 2773                                       | 2598                                       | 4к                                         | Транспорт                                  |                                            |
| 7                                          | 1962-12-28Mi                               | 2777                                       | 2690                                       | 2672                                       | 2697                                       | 2771                                       | 2596                                       | 4к                                         | Связь                                      |                                            |
| 8                                          | 1962-12-28Mi                               | 2778                                       | 2691                                       | 2674                                       | 2700                                       | 2769                                       | 2597                                       | 4к                                         | Производство зерна                         |                                            |
| 9                                          | 1962-12-28Mi                               | 2779                                       | 2692                                       | 2675                                       | 2696                                       | 2774                                       | 2595                                       | 4к                                         | Животноводство                             |                                            |

## С Новым годом! (1962)
Однолетняя серия почтовых марок СССР с разными датами выпуска посвящена новому 1963 году. Эта серия была выпущена в 1962 году (20 и 22 декабря).
Все шесть задействованных каталогов (ЦФА, SC, Scott, Michel, SG, Yvert) определили эту фиксированную однолетнюю серию, каталоги SC, Scott и Michel определили даты выпусков.
Здесь 2 марки одного рисунка, отличающиеся отсутствием зубцов. На марках изображены голубь мира и новогодняя ёлка на фоне земного шара. Первый номер серии ЦФА 2802, дата выпуска марки с первым номером серии 1962-12-20.
| С Новым годом! (1962) | С Новым годом! (1962) | С Новым годом! (1962) | С Новым годом! (1962) | С Новым годом! (1962) | С Новым годом! (1962) | С Новым годом! (1962) | С Новым годом! (1962) | С Новым годом! (1962) | С Новым годом! (1962) |
| №                     | Дата                  | ЦФА                   | SC                    | Scott                 | Michel                | SG                    | Yvert                 | Ном.                  | Изобр-е               |
| --------------------- | --------------------- | --------------------- | --------------------- | --------------------- | --------------------- | --------------------- | --------------------- | --------------------- | --------------------- |
| 1                     | 1962-12-20Mi          | 2802                  | 2698                  | 2681, imperf          | 2686B                 | 2781a                 | 2607a                 | 4к                    |                       |
| 2                     | 1962-12-22Mi          | 2803                  | 2699                  | 2681                  | 2686A                 | 2781                  | 2607                  | 4к                    |                       |

## Хоккеисты — чемпионы мира и Европы (1963)
Однолетняя серия почтовых марок СССР с разными датами выпуска посвящена советским Хоккеистам — чемпионам мира и Европы 1963 года. Эта серия была выпущена в 1963 году (20 марта и 27 июля).
Только один из шести задействованных каталогов (ЦФА) определил эту достаточно определённую однолетнюю серию, все каталоги, кроме Yvert, определили даты выпусков.
Здесь 2 марки. Первый номер серии ЦФА 2835, дата выпуска марки с первым номером серии 1963-03-20.
| Хоккеисты — чемпионы мира и Европы (1963) | Хоккеисты — чемпионы мира и Европы (1963) | Хоккеисты — чемпионы мира и Европы (1963) | Хоккеисты — чемпионы мира и Европы (1963) | Хоккеисты — чемпионы мира и Европы (1963) | Хоккеисты — чемпионы мира и Европы (1963) | Хоккеисты — чемпионы мира и Европы (1963) | Хоккеисты — чемпионы мира и Европы (1963) | Хоккеисты — чемпионы мира и Европы (1963) | Хоккеисты — чемпионы мира и Европы (1963) | Хоккеисты — чемпионы мира и Европы (1963) |
| №                                         | Дата                                      | ЦФА                                       | SC2                                       | Scott2                                    | Michel2                                   | SG2                                       | Yvert2                                    | Ном.                                      | Кр.опис‑е                                 | Изобр-е                                   |
| ----------------------------------------- | ----------------------------------------- | ----------------------------------------- | ----------------------------------------- | ----------------------------------------- | ----------------------------------------- | ----------------------------------------- | ----------------------------------------- | ----------------------------------------- | ----------------------------------------- | ----------------------------------------- |
| 1                                         | 1963-03-20Mi                              | 2835                                      | 12739                                     | 12717                                     | 12732                                     | 12828                                     | 12645                                     | 6к                                        | Хоккеисты. Надпечатка                     |                                           |
| 2                                         | 1963-07-27Mi                              | 2836                                      | 22806                                     | 22764                                     | 22785                                     | 22878                                     | 22694                                     | 6к                                        | Хоккеист                                  |                                           |

## XXV матч за звание чемпиона мира по шахматам в Москве (1963)
Однолетняя серия почтовых марок СССР с разными датами выпуска посвящена XXV матчу за звание чемпиона мира по шахматам в Москве 1963 года. Эта серия была выпущена в 1963 году (18 и 22 мая).
Все шесть задействованных каталогов (ЦФА, SC, Scott, Michel, SG, Yvert) определили эту фиксированную однолетнюю серию, каталоги ЦФА, SC, Scott, Michel определили даты выпусков.
Здесь 6 марок. Первый номер серии ЦФА 2872, дата выпуска марки с первым номером серии 1963-05-18.
| XXV матч за звание чемпиона мира по шахматам в Москве (1963) | XXV матч за звание чемпиона мира по шахматам в Москве (1963) | XXV матч за звание чемпиона мира по шахматам в Москве (1963) | XXV матч за звание чемпиона мира по шахматам в Москве (1963) | XXV матч за звание чемпиона мира по шахматам в Москве (1963) | XXV матч за звание чемпиона мира по шахматам в Москве (1963) | XXV матч за звание чемпиона мира по шахматам в Москве (1963) | XXV матч за звание чемпиона мира по шахматам в Москве (1963) | XXV матч за звание чемпиона мира по шахматам в Москве (1963) | XXV матч за звание чемпиона мира по шахматам в Москве (1963) | XXV матч за звание чемпиона мира по шахматам в Москве (1963) |
| №                                                            | Дата                                                         | ЦФА                                                          | SC                                                           | Scott                                                        | Michel                                                       | SG                                                           | Yvert                                                        | Ном.                                                         | Кр.опис‑е                                                    | Изобр-е                                                      |
| ------------------------------------------------------------ | ------------------------------------------------------------ | ------------------------------------------------------------ | ------------------------------------------------------------ | ------------------------------------------------------------ | ------------------------------------------------------------ | ------------------------------------------------------------ | ------------------------------------------------------------ | ------------------------------------------------------------ | ------------------------------------------------------------ | ------------------------------------------------------------ |
| 1                                                            | 1963-05-18Mi                                                 | 2872                                                         | 2774                                                         | 2742, imperf                                                 | 2763B                                                        | 2857B                                                        | 2669, non dentelé                                            | 4к                                                           | Золотая медаль, король и пешка                               |                                                              |
| 2                                                            | 1963-05-18Mi                                                 | 2873                                                         | 2775                                                         | 2743, imperf                                                 | 2764B                                                        | 2858B                                                        | 2670, non dentelé                                            | 6к                                                           | Шахматная доска, ферзь и слон                                |                                                              |
| 3                                                            | 1963-05-18Mi                                                 | 2874                                                         | 2776                                                         | 2744, imperf                                                 | 2765B                                                        | 2859B                                                        | 2671, non dentelé                                            | 16к                                                          | Московский театр эстрады, ладья и конь                       |                                                              |
| 4                                                            | 1963-05-22Mi                                                 | 2875                                                         | 2777                                                         | 2742                                                         | 2763A                                                        | 2857A                                                        | 2669                                                         | 4к                                                           | Золотая медаль, король и пешка                               |                                                              |
| 5                                                            | 1963-05-22Mi                                                 | 2876                                                         | 2778                                                         | 2743                                                         | 2764A                                                        | 2858A                                                        | 2670                                                         | 6к                                                           | Шахматная доска, ферзь и слон                                |                                                              |
| 6                                                            | 1963-05-22Mi                                                 | 2877                                                         | 2779                                                         | 2744                                                         | 2765A                                                        | 2859A                                                        | 2671                                                         | 16к                                                          | Московский театр эстрады, ладья и конь                       |                                                              |

## Зарубежные композиторы (1963)
Однолетняя серия почтовых марок СССР с разными датами выпуска посвящена зарубежным композиторам. Эта серия была выпущена в 1963 году (22 мая и 10 сентября).
Четыре из шести задействованных каталогов (ЦФА, Scott, SG, Yvert) определили эту фиксированную однолетнюю серию, каталоги ЦФА, SC, Michel, SG определили даты выпусков.
Здесь 2 марки. Первый номер серии ЦФА 2878, дата выпуска марки с первым номером серии 1963-05-22.
| Зарубежные композиторы (1963) | Зарубежные композиторы (1963) | Зарубежные композиторы (1963) | Зарубежные композиторы (1963) | Зарубежные композиторы (1963) | Зарубежные композиторы (1963) | Зарубежные композиторы (1963) | Зарубежные композиторы (1963) | Зарубежные композиторы (1963) | Зарубежные композиторы (1963)               | Зарубежные композиторы (1963) |
| №                             | Дата                          | ЦФА                           | SC2                           | Scott                         | Michel2                       | SG                            | Yvert                         | Ном.                          | Кр.опис‑е                                   | Изобр-е                       |
| ----------------------------- | ----------------------------- | ----------------------------- | ----------------------------- | ----------------------------- | ----------------------------- | ----------------------------- | ----------------------------- | ----------------------------- | ------------------------------------------- | ----------------------------- |
| 1                             | 1963-05-22Mi                  | 2878                          | 12780                         | 2745                          | 12766                         | 2860                          | 2677                          | 4к                            | Рихард Вагнер, немецкий композитор, дирижёр |                               |
| 2                             | 1963-09-10Mi                  | 2879                          | 22820                         | 2745A                         | 22799                         | 2861                          | 2678                          | 4к                            | Джузеппе Верди, итальянский композитор      |                               |

## Композиторы нашей Родины (1963)
Однолетняя серия почтовых марок СССР с разными датами выпуска посвящена композиторам нашей Родины. Эта серия была выпущена в 1963 году (10 сентября и 20 декабря).
Три из шести задействованных каталогов (ЦФА, Michel, SG) определили эту фиксированную однолетнюю серию, каталоги ЦФА, SC, Scott, Michel, SG определили даты выпусков.
Американский Scott и французский Yvert каталоги добавили в серию (назвав её «150 лет со дня рождения») ещё одну марку ЦФА 2838 с писателем.
Английский каталог SG добавил в серию (назвав её «Знаменитости») ещё две марки ЦФА 2838—2839 с писателями.
Здесь 3 марки. Первый номер серии ЦФА 2916, дата выпуска марки с первым номером серии 1963-09-10.
| Композиторы нашей Родины (1963) | Композиторы нашей Родины (1963) | Композиторы нашей Родины (1963) | Композиторы нашей Родины (1963) | Композиторы нашей Родины (1963) | Композиторы нашей Родины (1963) | Композиторы нашей Родины (1963) | Композиторы нашей Родины (1963) | Композиторы нашей Родины (1963) | Композиторы нашей Родины (1963)             | Композиторы нашей Родины (1963) |
| №                               | Дата                            | ЦФА                             | SC3                             | Scott2                          | Michel                          | SG                              | Yvert2                          | Ном.                            | Кр.опис‑е                                   | Изобр-е                         |
| ------------------------------- | ------------------------------- | ------------------------------- | ------------------------------- | ------------------------------- | ------------------------------- | ------------------------------- | ------------------------------- | ------------------------------- | ------------------------------------------- | ------------------------------- |
| 1                               | 1963-09-10Mi                    | 2916                            | 12818                           | 12776                           | 2797                            | 2891                            | 12711                           | 4к                              | А. С. Даргомыжский, русский композитор      |                                 |
| 2                               | 1963-09-10Mi                    | 2917                            | 22819                           | 12778                           | 2798                            | 2889                            | 12709                           | 4к                              | С. Гулак-Артемовский, украинский композитор |                                 |
| 3                               | 1963-12-20Mi                    | 2918                            | 32863                           | 22823                           | 2841                            | 2893                            | 22751                           | 4к                              | С. Гулак-Артемовский, литовский композитор  |                                 |

## С Новым годом! (1963)
Однолетняя серия почтовых марок СССР с разными датами выпуска посвящена наступлению Нового года. Эта серия была выпущена в 1963 году (12 и 20 декабря).
Четыре из шести задействованных каталогов (ЦФА, Scott, Michel, SG) определили эту фиксированную однолетнюю серию, каталоги SC, Scott, Michel, SG определили даты выпусков.
Здесь 3 марки. Первый номер серии ЦФА 2965, дата выпуска марки с первым номером серии 1963-12-20.
| С Новым годом! (1963) | С Новым годом! (1963) | С Новым годом! (1963) | С Новым годом! (1963) | С Новым годом! (1963) | С Новым годом! (1963) | С Новым годом! (1963) | С Новым годом! (1963) | С Новым годом! (1963) | С Новым годом! (1963)                           | С Новым годом! (1963) |
| №                     | Дата                  | ЦФА                   | SC2                   | Scott                 | Michel                | SG                    | Yvert2                | Ном.                  | Кр.опис‑е                                       | Изобр-е               |
| --------------------- | --------------------- | --------------------- | --------------------- | --------------------- | --------------------- | --------------------- | --------------------- | --------------------- | ----------------------------------------------- | --------------------- |
| 1                     | 1963-12-20Mi          | 2965                  | 22860                 | 2821                  | 2838                  | 2926                  | 22749                 | 4к                    | Пятиконечная звезда на фоне заснеженной ели     |                       |
| 2                     | 1963-12-20Mi          | 2966                  | 22861                 | 2822                  | 2839                  | 2927                  | 22750                 | 6к                    | Пятиконечная звезда на фоне заснеженной ели     |                       |
| 3                     | 1963-12-12Mi          | 2967                  | 12859                 | 2820                  | 2837                  | 2925                  | 12748                 | 6к                    | Телебашня, космические корабли, украшенная ёлка |                       |

## Освоение космоса (1964)
Однолетняя серия почтовых марок СССР с разными датами выпуска посвящена освоению космоса. Эта серия была выпущена в 1964 году (10 и 12 апреля).
Каталоги Kar, Scott, SG и Yvert определили эту фиксированную однолетнюю серию, каталоги SC, Michel, SG определили даты выпусков.
Здесь 15 марок. Первый номер серии ЦФА 3009, дата выпуска марки с первым номером серии 1964-04-10.
| Освоение космоса (1964) | Освоение космоса (1964) | Освоение космоса (1964) | Освоение космоса (1964) | Освоение космоса (1964) | Освоение космоса (1964) | Освоение космоса (1964) | Освоение космоса (1964) | Освоение космоса (1964) | Освоение космоса (1964)                     | Освоение космоса (1964) |
| №                       | Дата                    | ЦФА3                    | SC3                     | Scott                   | Michel3                 | SG                      | Yvert                   | Ном.                    | Кр.опис‑е                                   | Изобр-е                 |
| ----------------------- | ----------------------- | ----------------------- | ----------------------- | ----------------------- | ----------------------- | ----------------------- | ----------------------- | ----------------------- | ------------------------------------------- | ----------------------- |
| 1                       | 1964-04-10Mi            | 13009                   | 12923                   | 2883, imperf            | 12895B                  | 2979A                   | 2802, non dentelé       | 4к                      | Первые советские ИСЗ                        |                         |
| 2                       | 1964-04-10Mi            | 13010                   | 12924                   | 2884, imperf            | 12896B                  | 2980A                   | 2803, non dentelé       | 6к                      | АМС «Марс-1»                                |                         |
| 3                       | 1964-04-10Mi            | 13011                   | 12925                   | 2889, imperf            | 12897B                  | 2981A                   | 2808, non dentelé       | 12к                     | Ю. А. Гагарин. Космический корабль «Восток» |                         |
| 4                       | 1964-04-12Mi            | 13012                   | 12926                   | 2883                    | 12895A                  | 2979B                   | 2802                    | 4к                      | Первые советские ИСЗ                        |                         |
| 5                       | 1964-04-12Mi            | 13013                   | 12927                   | 2884                    | 12896A                  | 2980B                   | 2803                    | 6к                      | АМС «Марс-1»                                |                         |
| 6                       | 1964-04-12Mi            | 13014                   | 12928                   | 2889                    | 12897A                  | 2981B                   | 2808                    | 12к                     | Ю. А. Гагарин. Космический корабль «Восток» |                         |
| 7                       | 1964-04-10Mi            | 23015                   | 22929                   | 2887, imperf            | 22898B                  | 2982A                   | 2805, non dentelé       | 10к                     | Н. И. Кибальчич                             |                         |
| 8                       | 1964-04-10Mi            | 23016                   | 22931                   | 2886, imperf            | 22900Ba                 | 2984A                   | 2806, non dentelé       | 10к                     | К. Э. Циолковский                           |                         |
| 9                       | 1964-04-10Mi            | 23017                   | 22930                   | 2885, imperf            | 22899B                  | 2983A                   | 2804, non dentelé       | 10к                     | Ф. А. Цандер. Люминесцентная планета        |                         |
| 10                      | 1964-04-12Mi            | 23018                   | 22932                   | 2887                    | 22898A                  | 2982B                   | 2805                    | 10к                     | Н. И. Кибальчич                             |                         |
| 11                      | 1964-04-12Mi            | 23019                   | 22934                   | 2886                    | 22900Aa                 | 2984B                   | 2806                    | 10к                     | К. Э. Циолковский                           |                         |
| 12                      | 1964-04-12Mi            | 23020                   | 22935                   | 2886                    | 22900Ab                 | 2984Ba                  | 2806a                   | 10к                     | К. Э. Циолковский. Люминесцентная планета   |                         |
| 13                      | 1964-04-12Mi            | 23021                   | 22933                   | 2885                    | 22899A                  | 2983B                   | 2804                    | 10к                     | Ф. А. Цандер. Люминесцентная планета        |                         |
| 14                      | 1964-04-10Mi            | 33022                   | 32936                   | 2888, imperf            | 32901B                  | 2985A                   | 2807, non dentelé       | 10к                     | Памятник стратонавтам в Саранске            |                         |
| 15                      | 1964-04-12Mi            | 33023                   | 32937                   | 2888                    | 32901A                  | 2985B                   | 2807                    | 10к                     | Памятник стратонавтам в Саранске            |                         |

## 100-летие Московского зоопарка (1964)
Однолетняя серия почтовых марок СССР с разными датами выпуска посвящена 100-летию Московского зоопарка. Эта серия была выпущена в 1964 году (29 мая и 18 июня).
Все шесть задействованных каталогов (ЦФА, SC, Scott, Michel, SG и Yvert) определили эту фиксированную однолетнюю серию, каталоги SC, Scott, Michel, SG определили даты выпусков.
Здесь 14 марок. Первый номер серии ЦФА 3041, дата выпуска марки с первым номером серии 1964-05-29.
| 100-летие Московского зоопарка (1964) | 100-летие Московского зоопарка (1964) | 100-летие Московского зоопарка (1964) | 100-летие Московского зоопарка (1964) | 100-летие Московского зоопарка (1964) | 100-летие Московского зоопарка (1964) | 100-летие Московского зоопарка (1964) | 100-летие Московского зоопарка (1964) | 100-летие Московского зоопарка (1964) | 100-летие Московского зоопарка (1964)        | 100-летие Московского зоопарка (1964) |
| №                                     | Дата                                  | ЦФА                                   | SC                                    | Scott                                 | Michel                                | SG                                    | Yvert                                 | Ном.                                  | Кр.опис‑е                                    | Изобр-е                               |
| ------------------------------------- | ------------------------------------- | ------------------------------------- | ------------------------------------- | ------------------------------------- | ------------------------------------- | ------------------------------------- | ------------------------------------- | ------------------------------------- | -------------------------------------------- | ------------------------------------- |
| 1                                     | 1964-05-29Mi (05-25SG)                | 3041                                  | 2949                                  | 2905, imperf                          | 2914B                                 | 3000A                                 | 2821, non dentelé                     | 1к                                    | Азиатский слон (лат. Elephas maximus)        |                                       |
| 2                                     | 1964-05-29Mi (05-25SG)                | 3042                                  | 2950                                  | 2906, imperf                          | 2915B                                 | 3001A                                 | 2822, non dentelé                     | 2к                                    | Большая панда (лат. Ailuropoda melanoleuca)  |                                       |
| 3                                     | 1964-05-29Mi (05-25SG)                | 3043                                  | 2951                                  | 2907, imperf                          | 2916B                                 | 3002A                                 | 2823, non dentelé                     | 4к                                    | Белый медведь (лат. Ursus maritimus)         |                                       |
| 4                                     | 1964-05-29Mi (05-25SG)                | 3044                                  | 2952                                  | 2908, imperf                          | 2917B                                 | 3003A                                 | 2824, non dentelé                     | 6к                                    | Европейский лось (лат. Alces alces)          |                                       |
| 5                                     | 1964-05-29Mi (05-25SG)                | 3045                                  | 2953                                  | 2909, imperf                          | 2918B                                 | 3004A                                 | 2825, non dentelé                     | 10к                                   | Розовый пеликан (лат. Pelecanus onocrotalus) |                                       |
| 6                                     | 1964-05-29Mi (05-25SG)                | 3046                                  | 2954                                  | 2910, imperf                          | 2919B                                 | 3005A                                 | 2826, non dentelé                     | 12к                                   | Амурский тигр (лат. Panthera tigris tigris)  |                                       |
| 7                                     | 1964-05-29Mi (05-25SG)                | 3047                                  | 2955                                  | 2911, imperf                          | 2920B                                 | 3006A                                 | 2827, non dentelé                     | 16к                                   | Бородач (лат. Gypaetus barbatus)             |                                       |
| 8                                     | 1964-06-18Mi                          | 3048                                  | 2956                                  | 2905                                  | 2914A                                 | 3000B                                 | 2821                                  | 1к                                    | Азиатский слон (лат. Elephas maximus)        |                                       |
| 9                                     | 1964-06-18Mi                          | 3049                                  | 2957                                  | 2906                                  | 2915A                                 | 3001B                                 | 2822                                  | 2к                                    | Большая панда (лат. Ailuropoda melanoleuca)  |                                       |
| 10                                    | 1964-06-18Mi                          | 3050                                  | 2958                                  | 2907                                  | 2916A                                 | 3002B                                 | 2823                                  | 4к                                    | Белый медведь (лат. Ursus maritimus)         |                                       |
| 11                                    | 1964-06-18Mi                          | 3051                                  | 2959                                  | 2908                                  | 2917A                                 | 3003B                                 | 2824                                  | 6к                                    | Европейский лось (лат. Alces alces)          |                                       |
| 12                                    | 1964-06-18Mi                          | 3052                                  | 2960                                  | 2909                                  | 2918A                                 | 3004B                                 | 2825                                  | 10к                                   | Розовый пеликан (лат. Pelecanus onocrotalus) |                                       |
| 13                                    | 1964-06-18Mi                          | 3053                                  | 2961                                  | 2910                                  | 2919A                                 | 3005B                                 | 2826                                  | 12к                                   | Амурский тигр (лат. Panthera tigris tigris)  |                                       |
| 14                                    | 1964-06-18Mi                          | 3054                                  | 2962                                  | 2911                                  | 2920A                                 | 3006B                                 | 2827                                  | 16к                                   | Бородач (лат. Gypaetus barbatus)             |                                       |

## Сельскохозяйственные культуры СССР (1964)
Однолетняя серия почтовых марок СССР с разными датами выпуска посвящена сельскохозяйственным культурам СССР. Эта серия была выпущена в 1964 году (25 июня и 10 июля).
Все шесть задействованных каталогов (ЦФА, SC, Scott, Michel, SG и Yvert) определили эту фиксированную однолетнюю серию, каталоги SC, Scott, Michel, SG определили даты выпусков.
В каталоге SC неверно указан художник марок.
Здесь 14 марок. Первый номер серии ЦФА 3056, дата выпуска марки с первым номером серии 1964-06-25.
| Сельскохозяйственные культуры СССР (1964) | Сельскохозяйственные культуры СССР (1964) | Сельскохозяйственные культуры СССР (1964) | Сельскохозяйственные культуры СССР (1964) | Сельскохозяйственные культуры СССР (1964) | Сельскохозяйственные культуры СССР (1964) | Сельскохозяйственные культуры СССР (1964) | Сельскохозяйственные культуры СССР (1964) | Сельскохозяйственные культуры СССР (1964) | Сельскохозяйственные культуры СССР (1964)            | Сельскохозяйственные культуры СССР (1964) |
| №                                         | Дата                                      | ЦФА                                       | SC                                        | Scott                                     | Michel                                    | SG                                        | Yvert                                     | Ном.                                      | Кр.опис‑е                                            | Изобр-е                                   |
| ----------------------------------------- | ----------------------------------------- | ----------------------------------------- | ----------------------------------------- | ----------------------------------------- | ----------------------------------------- | ----------------------------------------- | ----------------------------------------- | ----------------------------------------- | ---------------------------------------------------- | ----------------------------------------- |
| 1                                         | 1964-06-25Mi                              | 3056                                      | 2964                                      | 2913, imperf                              | 2922B                                     | 3009A                                     | 2836, non dentelé                         | 2к                                        | Кукуруза сахарная «ВИР-42» (лат. Zea mays)           |                                           |
| 2                                         | 1964-06-25Mi                              | 3057                                      | 2965                                      | 2914, imperf                              | 2923B                                     | 3010A                                     | 2837, non dentelé                         | 3к                                        | Пшеница «Безостая 1» (лат. Triticum aestivum)        |                                           |
| 3                                         | 1964-06-25Mi                              | 3058                                      | 2966                                      | 2915, imperf                              | 2924B                                     | 3011A                                     | 2838, non dentelé                         | 4к                                        | Картофель «Лорх» (лат. Solanum tuberosum)            |                                           |
| 4                                         | 1964-06-25Mi                              | 3059                                      | 2967                                      | 2916, imperf                              | 2925B                                     | 3012A                                     | 2839, non dentelé                         | 6к                                        | Горох посевной «Рамонский-77» (лат. Pisum sativum)   |                                           |
| 5                                         | 1964-06-25Mi                              | 3060                                      | 2968                                      | 2917, imperf                              | 2926B                                     | 3013A                                     | 2840, non dentelé                         | 10к                                       | Сахарная свёкла (односемянная) (лат. Beta vulgaris)  |                                           |
| 6                                         | 1964-06-25Mi                              | 3061                                      | 2969                                      | 2918, imperf                              | 2927B                                     | 3014A                                     | 2841, non dentelé                         | 12к                                       | Хлопчатник «108-Ф» (лат. Gossypium sp.)              |                                           |
| 7                                         | 1964-06-25Mi                              | 3062                                      | 2970                                      | 2919, imperf                              | 2928B                                     | 3015A                                     | 2842, non dentelé                         | 16к                                       | Лён обыкновенный «Л-1120» (лат. Línum usitatíssimum) |                                           |
| 8                                         | 1964-07-10Mi                              | 3063                                      | 2971                                      | 2913                                      | 2922A                                     | 3009B                                     | 2836                                      | 2к                                        | Кукуруза сахарная «ВИР-42» (лат. Zea mays)           |                                           |
| 9                                         | 1964-07-10Mi                              | 3064                                      | 2972                                      | 2914                                      | 2923A                                     | 3010B                                     | 2837                                      | 3к                                        | Пшеница «Безостая 1» (лат. Triticum aestivum)        |                                           |
| 10                                        | 1964-07-10Mi                              | 3065                                      | 2973                                      | 2915                                      | 2924A                                     | 3011B                                     | 2838                                      | 4к                                        | Картофель «Лорх» (лат. Solanum tuberosum)            |                                           |
| 11                                        | 1964-07-10Mi                              | 3066                                      | 2974                                      | 2916                                      | 2925A                                     | 3012B                                     | 2839                                      | 6к                                        | Горох посевной «Рамонский-77» (лат. Pisum sativum)   |                                           |
| 12                                        | 1964-07-10Mi                              | 3067                                      | 2975                                      | 2917                                      | 2926A                                     | 3013B                                     | 2840                                      | 10к                                       | Сахарная свёкла (односемянная) (лат. Beta vulgaris)  |                                           |
| 13                                        | 1964-07-10Mi                              | 3068                                      | 2976                                      | 2918                                      | 2927A                                     | 3014B                                     | 2841                                      | 12к                                       | Хлопчатник «108-Ф» (лат. Gossypium sp.)              |                                           |
| 14                                        | 1964-07-10Mi                              | 3069                                      | 2977                                      | 2919                                      | 2928A                                     | 3015B                                     | 2842                                      | 16к                                       | Лён обыкновенный «Л-1120» (лат. Línum usitatíssimum) |                                           |

## Путь к звёздам прокладывают коммунисты! (1964)
Однолетняя серия почтовых марок СССР с разными датами выпуска посвящена первенству СССР в освоении космического пространства. Эта серия была выпущена в 1964 году (20 августа и 31 октября).
Все шесть задействованных каталогов (ЦФА, SC, Scott, Michel, SG и Yvert) определили эту фиксированную однолетнюю серию, каталоги ЦФА, SC, Michel, SG определили даты выпусков.
Здесь 2 блока одного рисунка, отличающиеся наличием лакового покрытия у блока . На марках условно изображены: первый спутник, первый вымпел на Луне, первый снимок обратной стороны Луны, первый человек в космосе, первый групповой полёт, первая женщина в космосе. Первый номер серии ЦФА 3089, дата выпуска марки с первым номером серии 1964-08-20.
| Путь к звёздам прокладывают коммунисты! (1964) | Путь к звёздам прокладывают коммунисты! (1964) | Путь к звёздам прокладывают коммунисты! (1964) | Путь к звёздам прокладывают коммунисты! (1964) | Путь к звёздам прокладывают коммунисты! (1964) | Путь к звёздам прокладывают коммунисты! (1964) | Путь к звёздам прокладывают коммунисты! (1964) | Путь к звёздам прокладывают коммунисты! (1964) | Путь к звёздам прокладывают коммунисты! (1964) | Путь к звёздам прокладывают коммунисты! (1964) |
| №                                              | Дата                                           | ЦФА                                            | SC                                             | Scott                                          | Michel                                         | SG                                             | Yvert                                          | Ном.                                           | Изобр-е                                        |
| ---------------------------------------------- | ---------------------------------------------- | ---------------------------------------------- | ---------------------------------------------- | ---------------------------------------------- | ---------------------------------------------- | ---------------------------------------------- | ---------------------------------------------- | ---------------------------------------------- | ---------------------------------------------- |
| 1                                              | 1964-08-20Mi                                   | 3089                                           | Бл 38                                          | 2930A                                          | Block 34x                                      | MS 3027a                                       | Bloc 35                                        | 10к × 6                                        |                                                |
| 2                                              | 1964-10-31Mi                                   | 3089A                                          | Бл 38A                                         | 2930b                                          | Block 34y                                      | MS 3027b                                       | Bloc 35, papier laqué                          | 10к × 6                                        |                                                |

## Грибы (1964)
Однолетняя серия почтовых марок СССР с разными датами выпуска посвящена флоре СССР — грибам. Эта серия была выпущена в 1964 году (25 и 30 ноября).
Все шесть задействованных каталогов (ЦФА, SC, Scott, Michel, SG и Yvert) определил эту фиксированную однолетнюю серию, каталоги SC, Scott, Michel, SG определили даты выпусков.
Здесь 10 марок. Первый номер серии ЦФА 3123, дата выпуска марки с первым номером серии 1964-11-25.
| Грибы (1964) | Грибы (1964) | Грибы (1964) | Грибы (1964) | Грибы (1964)   | Грибы (1964) | Грибы (1964) | Грибы (1964) | Грибы (1964) | Грибы (1964)                                      | Грибы (1964) |
| №            | Дата         | ЦФА          | SC           | Scott          | Michel       | SG           | Yvert        | Ном.         | Кр.опис‑е                                         | Изобр-е      |
| ------------ | ------------ | ------------ | ------------ | -------------- | ------------ | ------------ | ------------ | ------------ | ------------------------------------------------- | ------------ |
| 1            | 1964-11-25Mi | 3123         | 3036         | 2963           | 2983x        | 3058A        | 2880         | 2к           | Маслёнок обыкновенный (лат. Suillus luteus)       |              |
| 2            | 1964-11-25Mi | 3124         | 3037         | 2964           | 2984x        | 3059A        | 2881         | 4к           | Лисичка обыкновенная (лат. Cantharēllus cibārius) |              |
| 3            | 1964-11-25Mi | 3125         | 3038         | 2965           | 2985x        | 3060A        | 2882         | 6к           | Белый гриб (лат. Bolétus edúlis)                  |              |
| 4            | 1964-11-25Mi | 3126         | 3039         | 2966           | 2986x        | 3061A        | 2883         | 10к          | Подосиновик красный (лат. Léccinum aurantíacum)   |              |
| 5            | 1964-11-25Mi | 3127         | 3040         | 2967           | 2987x        | 3062A        | 2884         | 12к          | Рыжик настоящий (лат. Lactarius deliciosus)       |              |
| 6            | 1964-11-30Mi | 3123A        | 3036A        | 2963 varnished | 2983y        | 3058B        | 2880 laqué   | 2к           | Маслёнок обыкновенный (лат. Suillus luteus)       |              |
| 7            | 1964-11-30Mi | 3124A        | 3037A        | 2964 varnished | 2984y        | 3059B        | 2881 laqué   | 4к           | Лисичка обыкновенная (лат. Cantharēllus cibārius) |              |
| 8            | 1964-11-30Mi | 3125A        | 3038A        | 2965 varnished | 2985y        | 3060B        | 2882 laqué   | 6к           | Белый гриб (лат. Bolétus edúlis)                  |              |
| 9            | 1964-11-30Mi | 3126A        | 3039A        | 2966 varnished | 2986y        | 3061B        | 2883 laqué   | 10к          | Подосиновик красный (лат. Léccinum aurantíacum)   |              |
| 10           | 1964-11-30Mi | 3127A        | 3040A        | 2967 varnished | 2987y        | 3062B        | 2884 laqué   | 12к          | Рыжик настоящий (лат. Lactarius deliciosus)       |              |